# Коллекция Боргезе

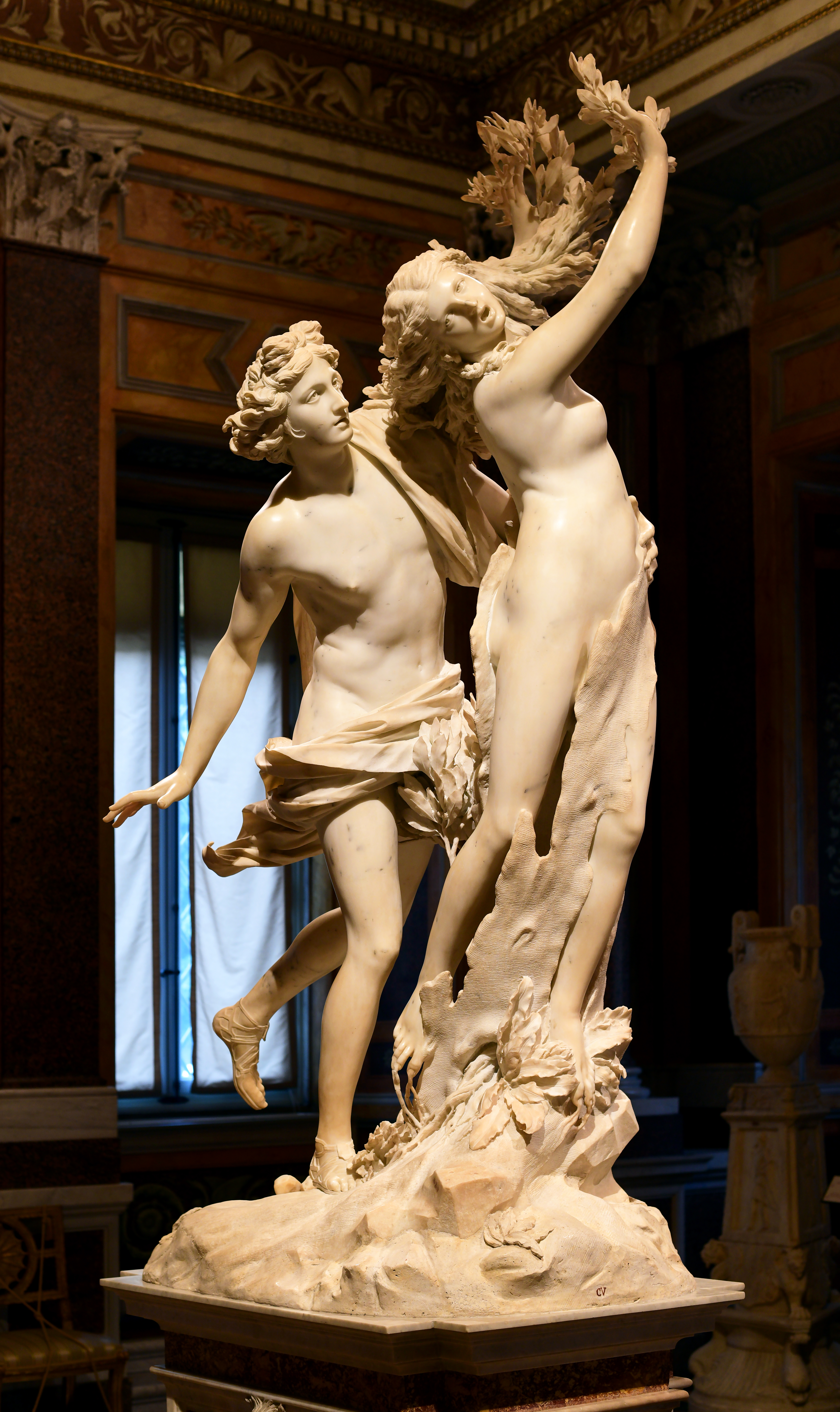
Аполлон и Дафна Бернини в галерее Боргезе

Коллекция Боргезе — коллекция римских скульптур, картин старых мастеров и искусства XVII века, собранная семьей Боргезе, в основном кардиналом Шипионе Боргезе. Коллекция включает в себя работы Караваджо, Рафаэля, Тициана, а также множество предметов искусства Древнего Рима. Боргезе покупали работы у главных художников и скульпторов своего времени, так например Шипионе Боргезе заказал у Бернини два портретных бюста. Большая часть коллекции осталась нетронутой и до сих пор выставлена в галерее Боргезе в Риме, несмотря на то, что часть классических скульптур Боргезе были вынуждены продать в Лувр в 1807 году.

## История коллекции Боргезе
Коллекция кардинала Шипионе Боргезе была описана еще в 1613 году в поэме Шипионе Франкуччи (итал. Scipione Francucci).
В 1607 году папа Римский подарил кардиналу 107 картин, конфискованных из мастерской Джузеппе Чезари. В 1608 году специальным папским рескриптом картина Рафаэля Положение во гроб была изъята из часовни Бальони церкви Сан-Франческо в Перудже, перевезена в Рим и передана кардиналу Шипионе.
В 1682 году часть наследства Альдобрандини перешла к Боргезе. Так в коллекцию попали произведения из коллекций кардинала Джованни Сальвиати и Лукреции д’Эсте.
Коллекция заметно расширена в 1870 годах принцем Маркантонио IV Боргезе, во время реорганизации виллы Боргезе.
В 1807 году значительная часть коллекции была продана Камилло Боргезе во Францию. К 1830-м годам Камилло Боргезе смог восполнить потери продажи 1807 года, дополнив коллекцию предметами, обнаруженными при раскопках на его землях (в их числе найденная в 1834 году мозаика Гладиаторов). Камилло смог в 1827 году выкупить Данаю Корреджо, и коллекция Боргезе по-прежнему считалась одной из лучших в мире.

## Галерея Боргезе
Чтобы разместить коллекцию, Шипионе разбил в своём владении на римском холме Пинчо обширный ландшафтный парк и построил там дворцовый комплекс, так называемую виллу Боргезе. Кардинал также использовал для хранения коллекции виллу Мондрагоне. В 1782—1790 годах архитектор Антонио Аспруччи оформлял интерьеры вилы для размещения коллекций. С XVII века на Виллу Боргезе был открыт доступ для спеицально приглашённых лиц.
В настоящее время большая часть коллекции Боргезе хранится на вилле Боргезе, в так называемой галерее Боргезе. Многие скульптуры, в том числе работы Дж. Л. Бернини, выставлены в тех самых местах, для которых они были созданы.

## Коллекция в настоящее время

### Экспонаты галереи Боргезе
Картины Караваджо
- Юноша с корзиной фруктов, 1593—1594
- Больной Вакх, 1593—1594
- Мадонна со змеёй, 1605—1606 гг.
- Святой Иероним, 1605—1606 гг.
- Давид с головой Голиафа, 1609—1610 гг.
- Святой Иоанн Креститель, 1609—1610 гг.

Другие картины

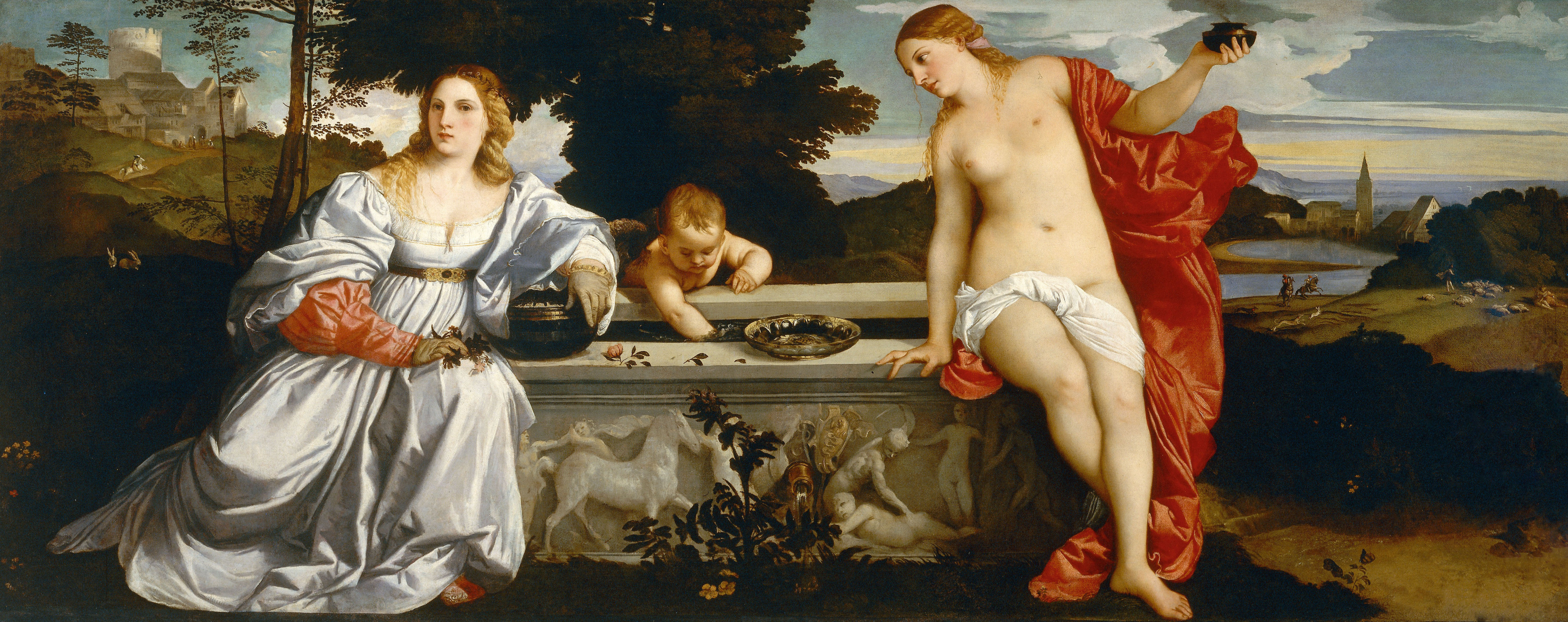
Любовь небесная и Любовь земная Тициана

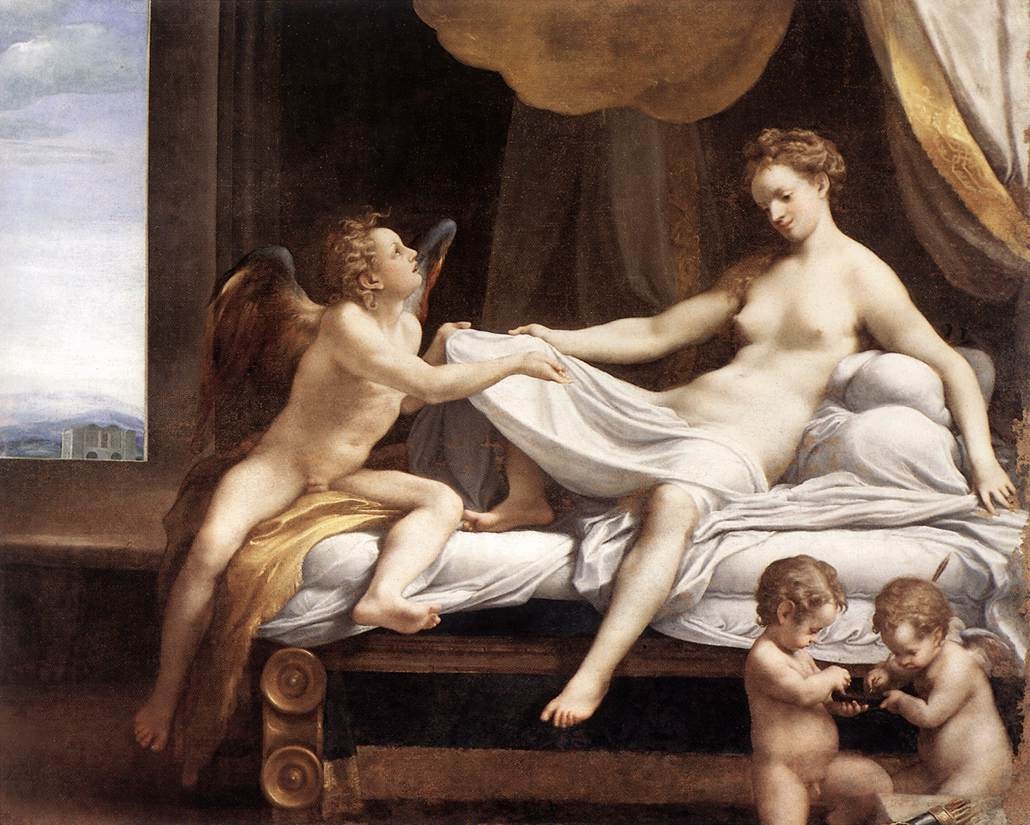
Даная Корреджо

- Любовь небесная и Любовь земная Тициана
- Положение во гроб Рафаэля
- Даная Корреджо
- Мужской портрет Антонелло да Мессины
- Диана и ее Нимфы Доменикино
- Венера и Купидон от Лукаса Кранаха Старшего
- Волшебница Цирцея Доссо Досси
- Снятие с креста Рубенса
- Товит и ангел Джованни Джероламо Савольдо
- Мадонна с младенцем и святые Игнатий Антиохийский и Онофрио — Лоренцо Лотто
- Тайная вечеря Якопо Бассано
- Несколько работ Федерико Бароччи
- Леда и Лебедь учеников Леонардо да Винчи

Коллекция Бернини
Коллекция произведений Бернини, первым меценатом которого был Шипионе, включает в себя большую часть его нерелигиозных скульптур: от ранней «Козы Амальтеи с младенцем Зевсом и фавном» (1615 г.), до более поздних, динамичных работ «Аполлон и Дафна» (1622-25) и Давид (1623 г.), считающихся основными произведениями барочной скульптуры. В галерее Боргезе представлены также три бюста работы Бернини: два бюста Павла V (1618—1620 гг.) и один бюст Шипиона Боргезе (1632 г.). Также в коллекции находятся ранние работы Бернини, такие как «Эней, Анхис и Асканий» (1618—1619) и «Похищение Прозерпины» (1621—1622), имитация работы Джамболоньи и Аллегория Истины (1646—1652).

### Экспонаты Лувра
27 сентября 1807 года Наполеон Бонапарт подписывает декрет о покупке части античной коллекции своего зятя Камилло Боргезе. Всего продано 695 предметов искусства, в том числе 180 статуи, 157 бюстов и 155 барельефов. Купленные произведения искусства предназначались для музея Наполеона в Лувре, который должен был стать самым большим музеем античности Европы. Но работы по обустройству Луврского дворца продвигаются медленно, и до конца Империи выставляются только самые известные шедевры, большинство ящиков с купленными произведениями искусства даже не открывают. С падением Наполеона и обязательством Франции вернуть вывезенные из различных стран произведения искусства (коллекция Боргезе под это обязательство не попадала) появляется возможность разобрать и выставить купленную коллекцию.

#### Экспозиция в зале Манежа

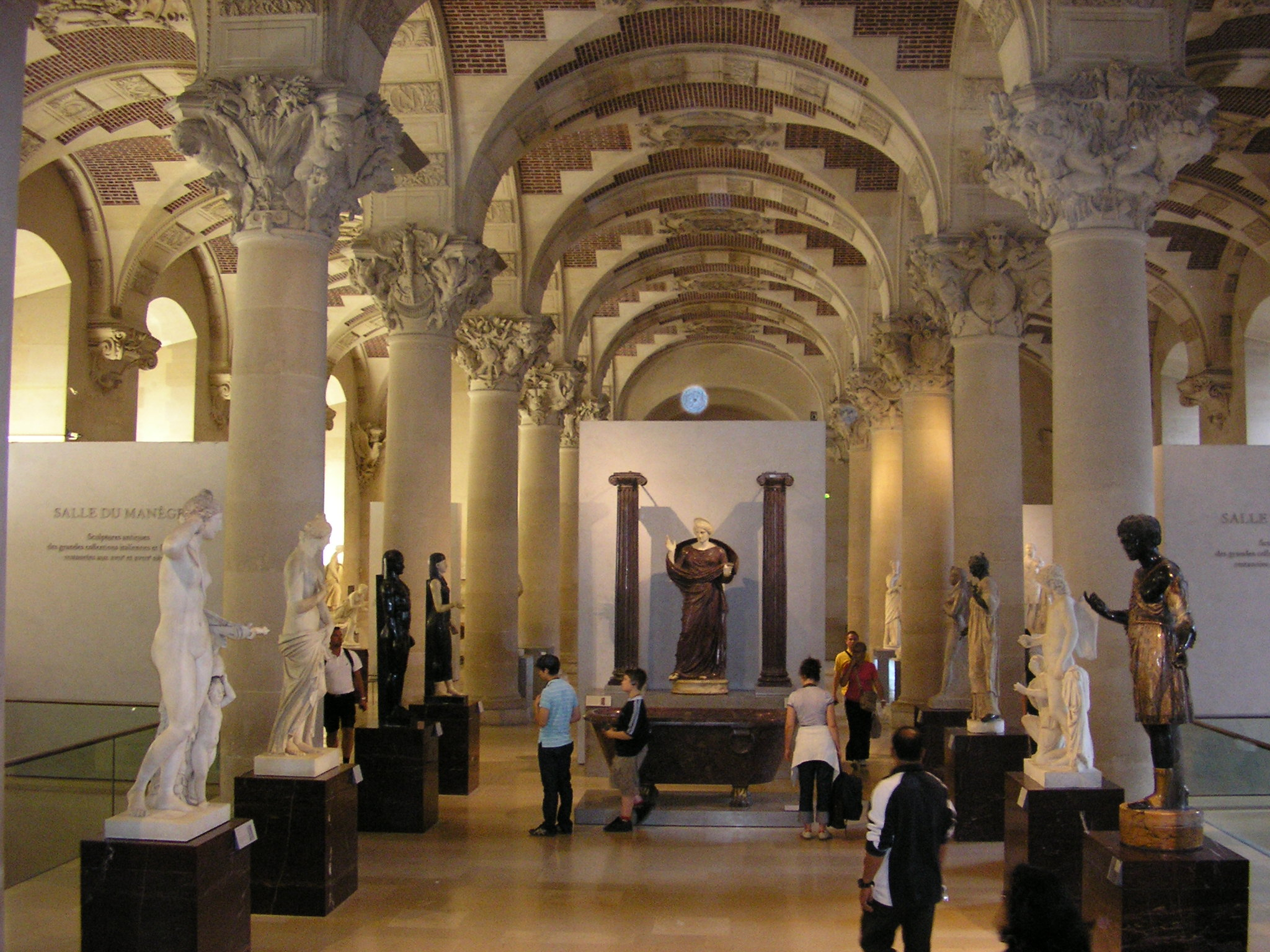
Общий вид на зал Манежа

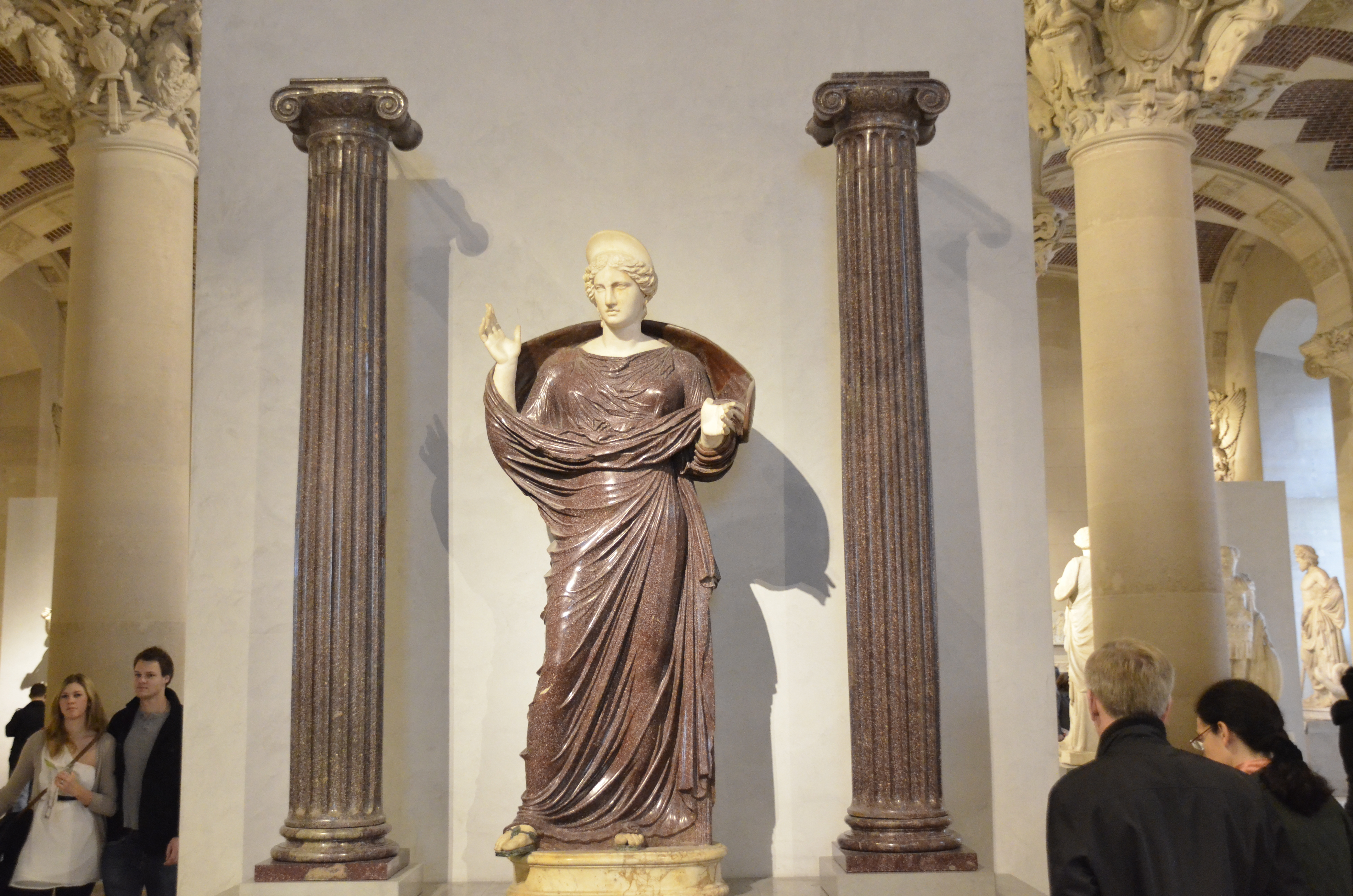
Молящаяся «Юнона»

Выставленная в зале Манежа Наполеона III часть коллекции Боргезе воспроизводит римскую сценографию XVII—XVIII веков. Античные скульптуры, зачастую преобразованные в ходе многочисленных реставраций, приобрели новые интерпретации. Так римская копия греческой статуи рыбака стала Умирающим Сенекой — через ассоциацию воды, в которой стоит старик, а также серого цвета мрамора, из которого изготовлена статуя. Множество статуй является результатом ассоциации фрагментов различных античных произведений, переосмысленных согласно вкусу эпохи барокко — торс античной статуи превращается в статую мавра (популярная тема для скульптуры XVII века), тем же образом статую Дианы переделывают в «цыганку».
В зале выставлены также две порфировые статуи пленённых варваров — у Боргезе они стояли у главного входа на виллу. Как минимум у одной из статуй голова и рука добавлены Бернини в ходе реставрации XVII века. Чуть дальше вглубь зала, на пьедестале выставлены две небольшие статуи камиллов — подражание известной бронзовой статуе из Римского Капитолия, изготовленное из торса античной алебастровой статуи, к которой во временя Шипиона добавили бронзовые голову и конечности.
Центральная травея зала иллюстрирует античные статуи из коллекции Боргезе, отреставрированные в стиле неоклассицизма, смешавшего в себе маньеризм и барокко. Порфировая статуя молящейся женщины выставлена в точности так, как она была представлена на вилле Боргезе — между двух колонн, перед порфировым лабрумом (в коллекции Боргезе он ошибочно назывался «ванной»). Статуя женщины была отреставрирована Винченцо Пачетти, который сделал из неё статую Юноны.
Здесь же выставлены египетские статуи из коллекции Боргезе — свидетельство ранней европейской египтомании, проявившейся ещё до Египетского похода Наполеона. В их числе статуя Гора, переделанная под статую Антиноя.

Коллекция Боргезе в зале Манежа Лувра
Умирающий Сенека
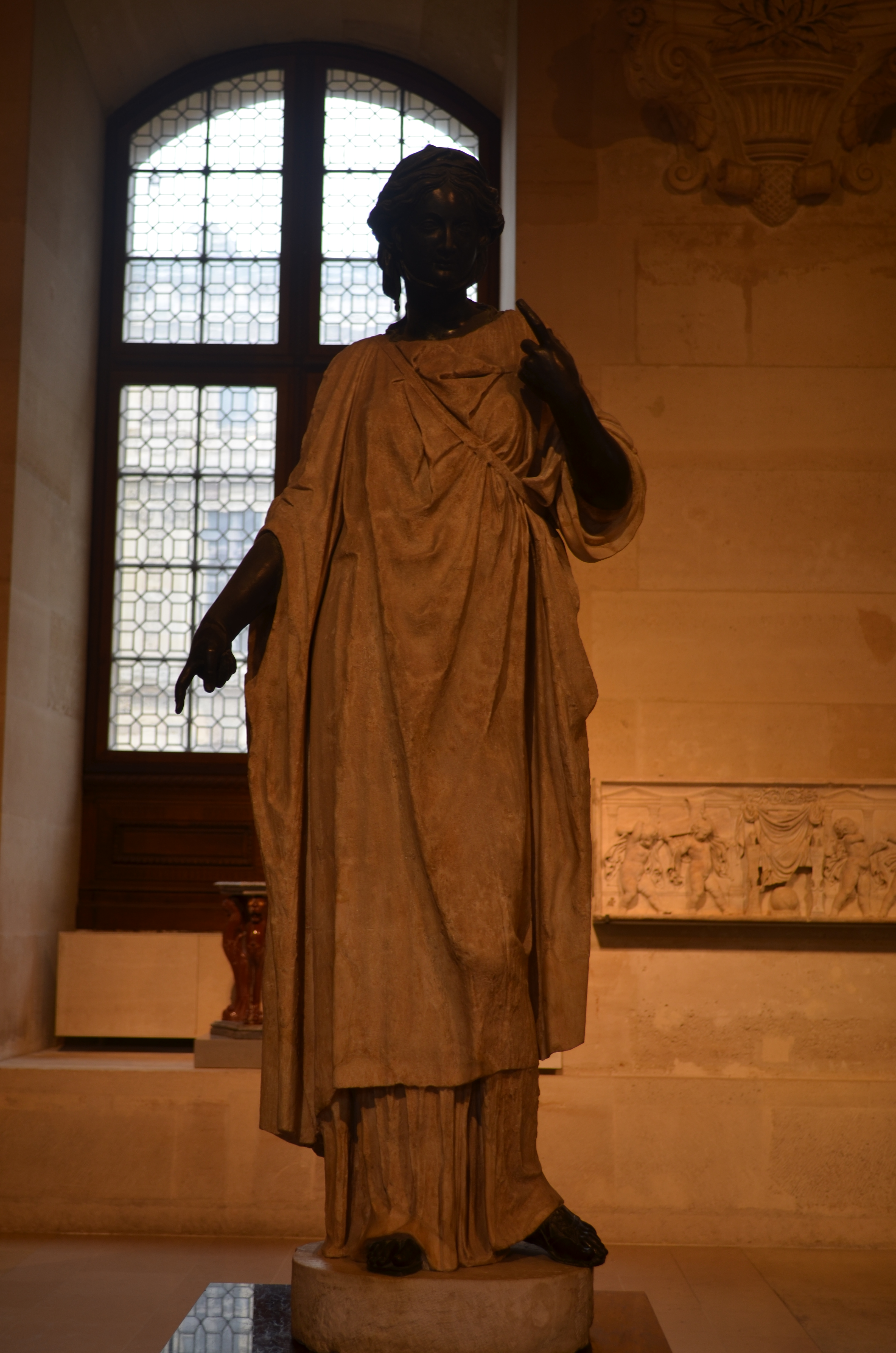
Диана-«Цыганка»
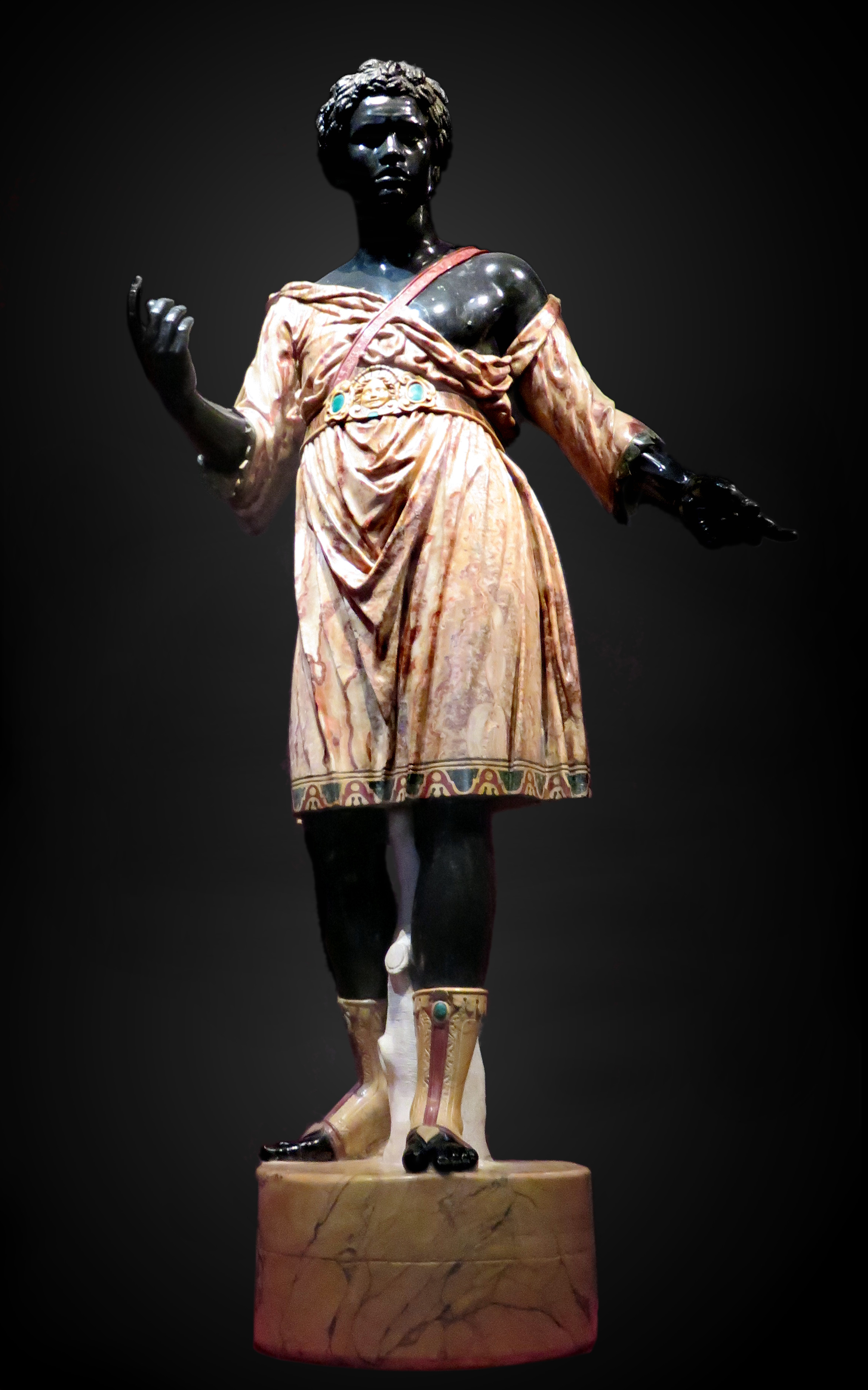
Мавр Боргезе
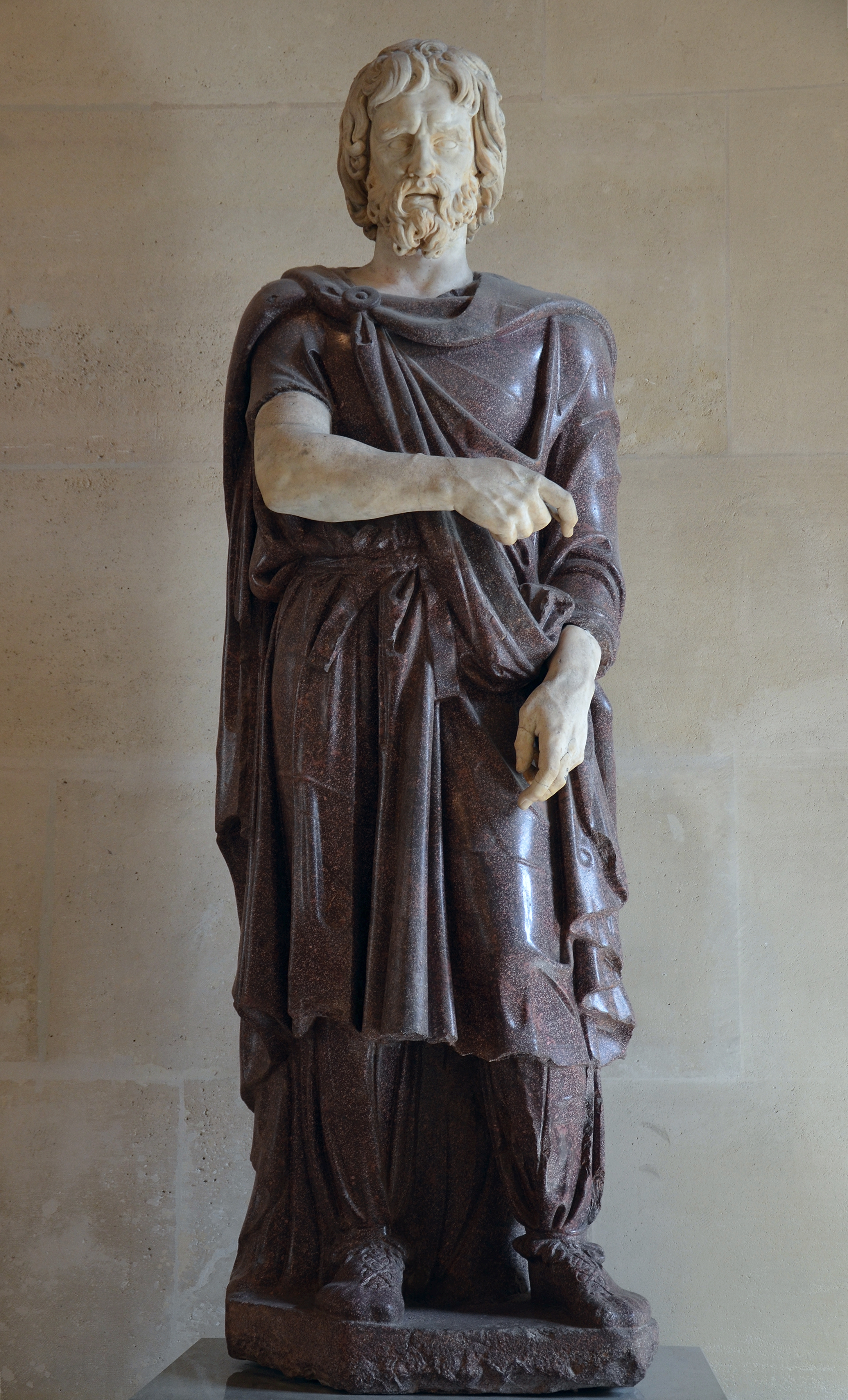
Пленённый варвар
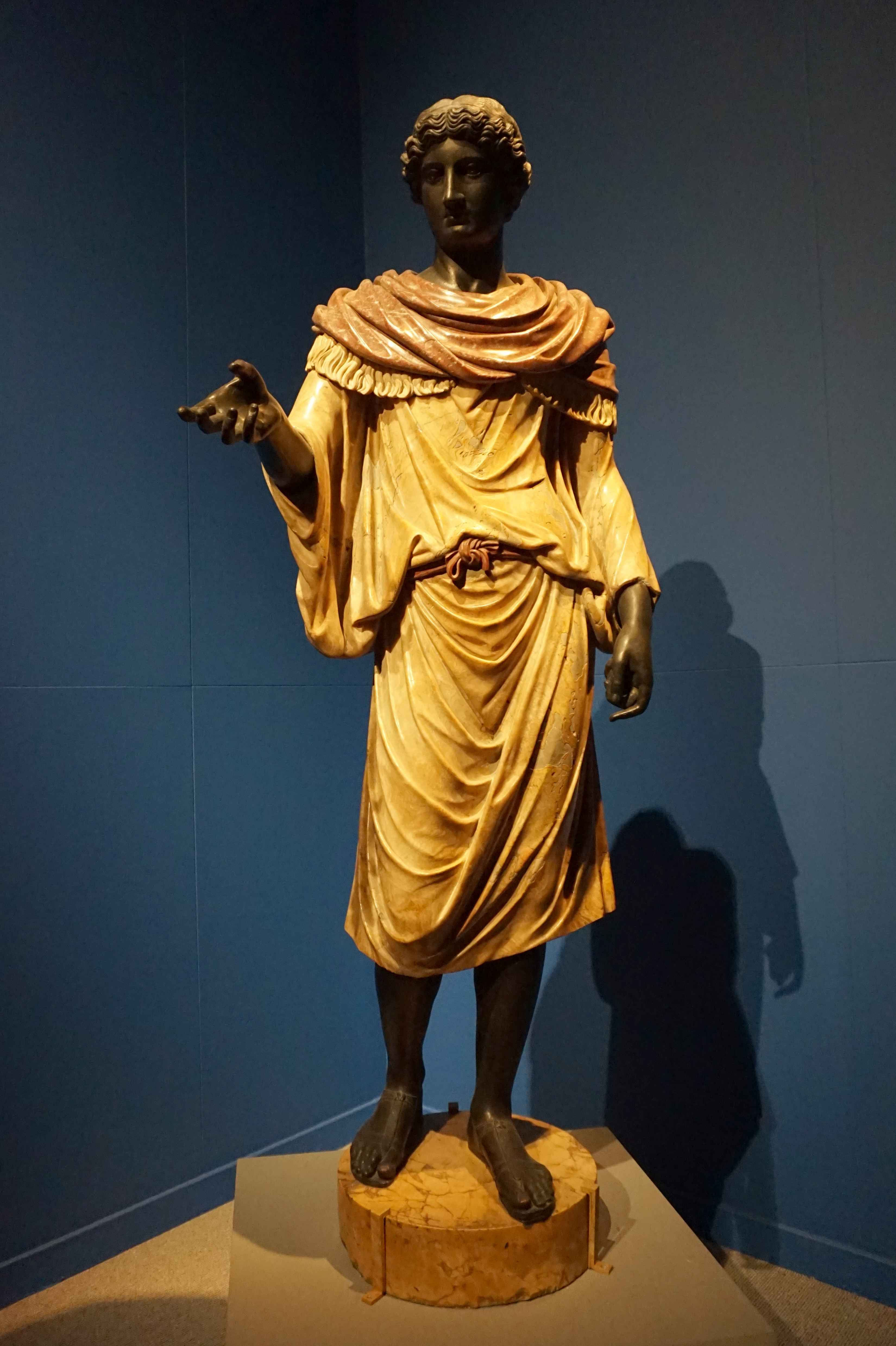
Статуя камилла
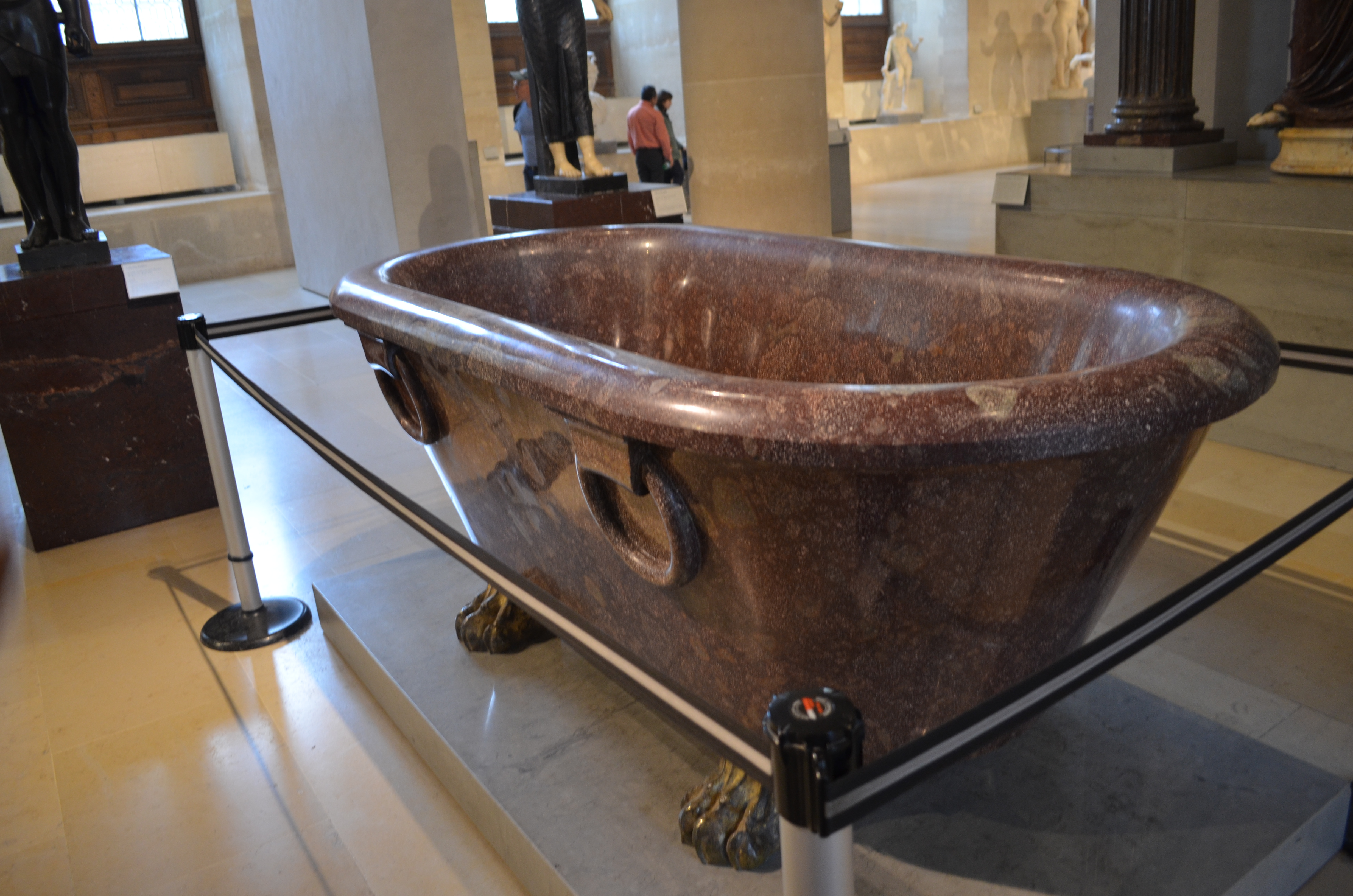
Порфировая «ванна»
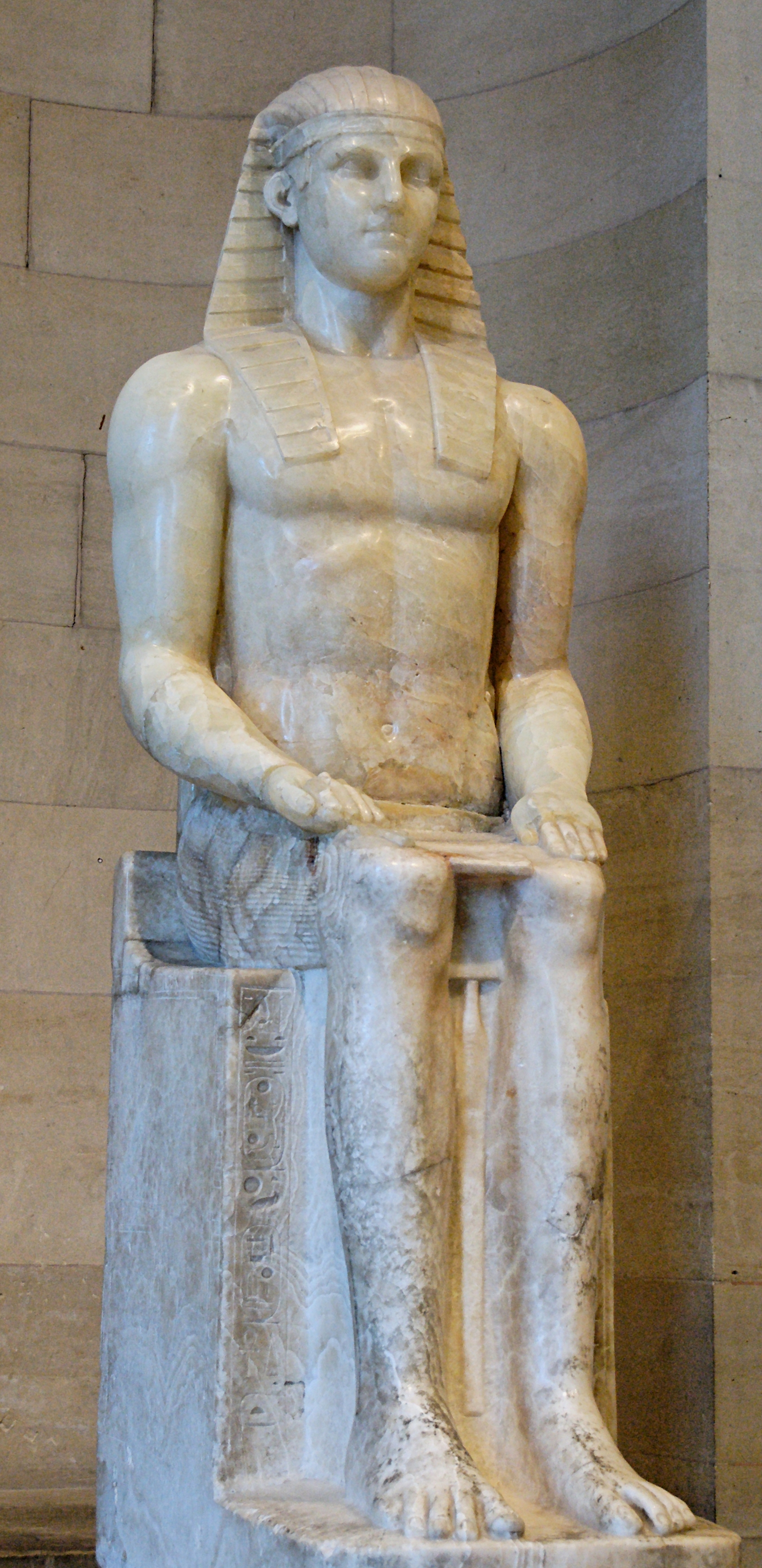
Гор-Антиной

#### Экспозиция в галерее Микеланджело

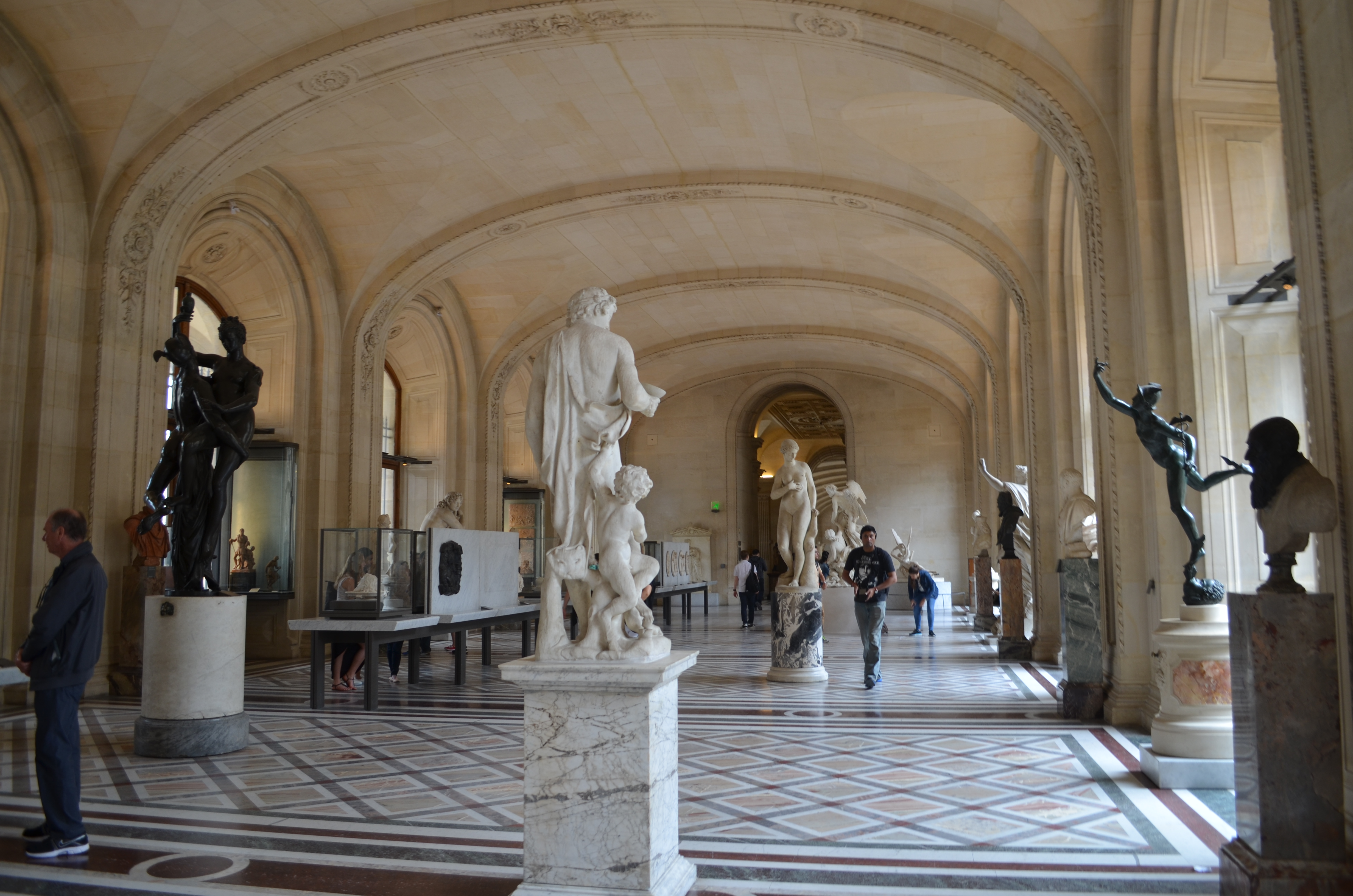
Общий вид на галерею Микеланджело

В галерее Микеланджело экспонируется итальянская скульптура XVI—XIX веков. Здесь можно увидеть часть коллекции Боргезе, попадающую под эти временные рамки, в их числе рельеф с гробницы Роберто Малатеста или рельефы, выполненные Агостино Пенна для постамента Боргезского борца; а также несколько античных статуй, таких как мраморная волчица или Арес Боргезе.

Коллекция Боргезе в галерее Микеланджело
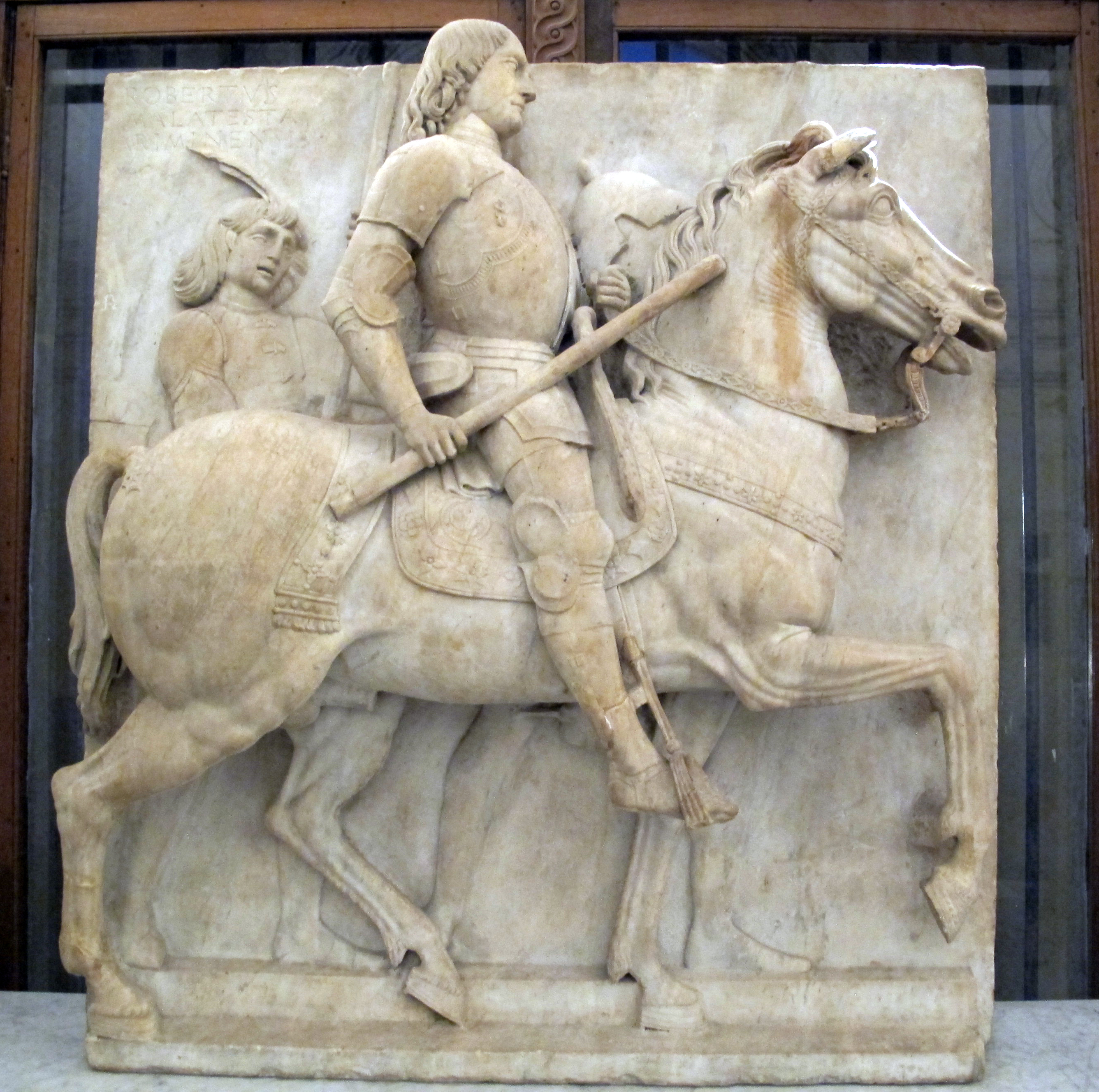
Рельеф Роберто Малатеста
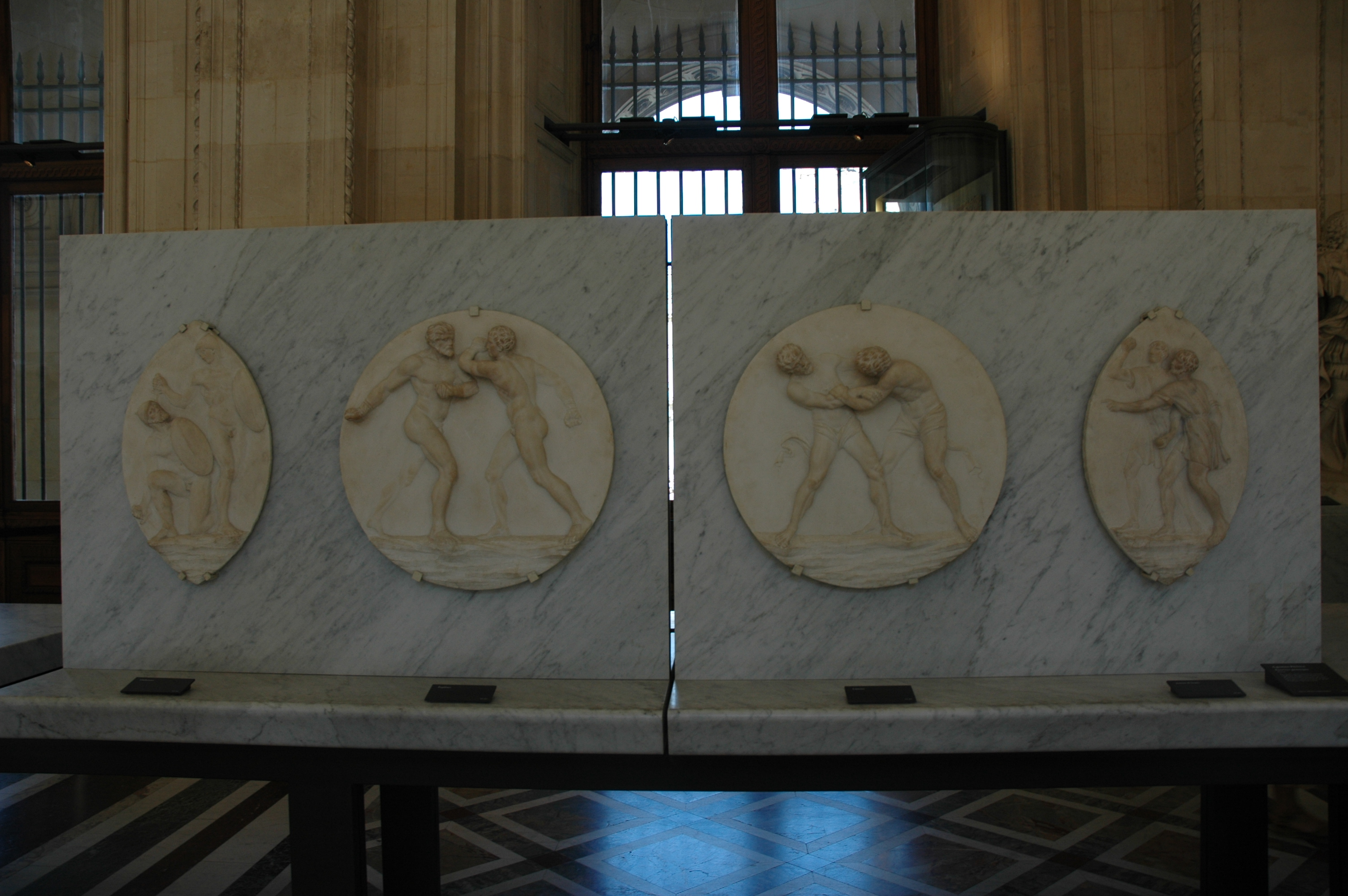
Рельефы Пенна
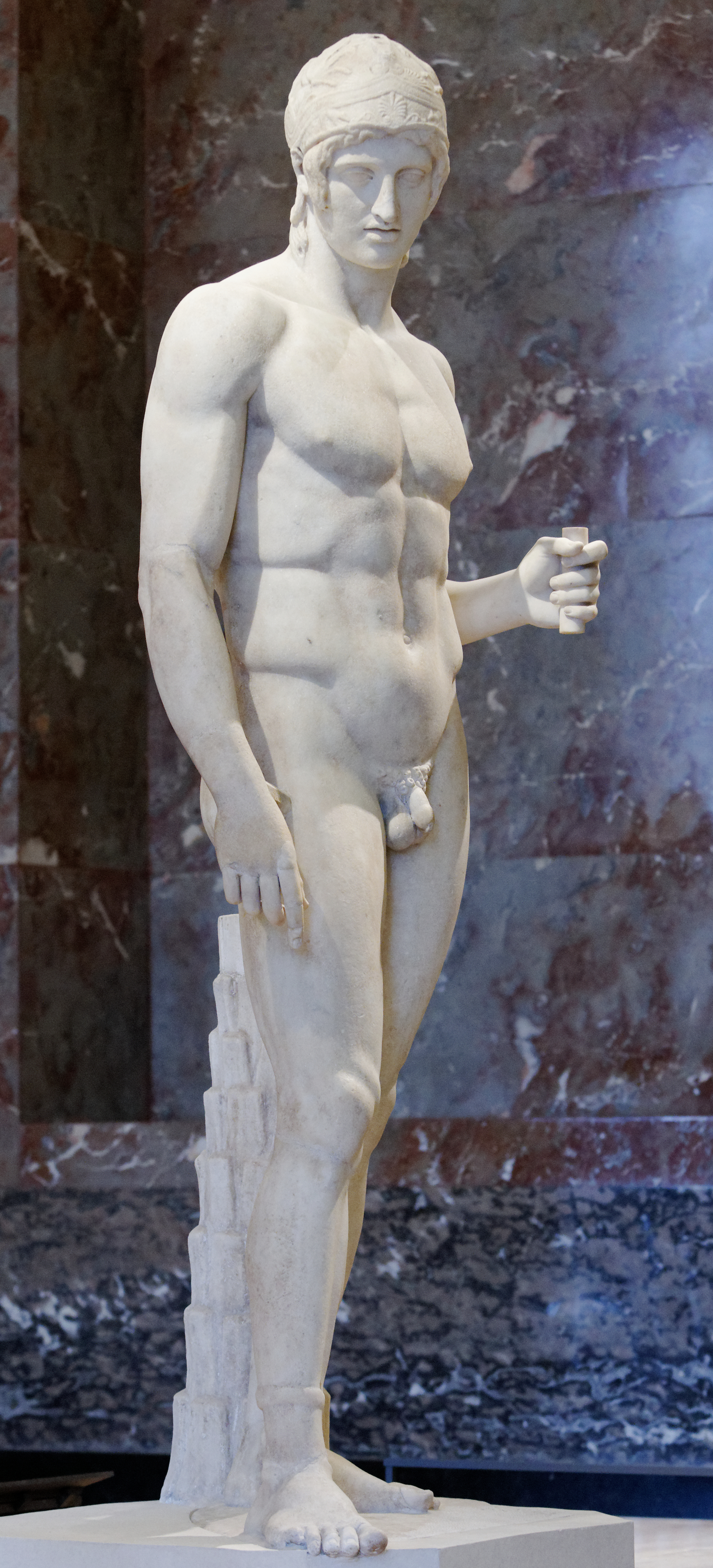
Арес Боргезе
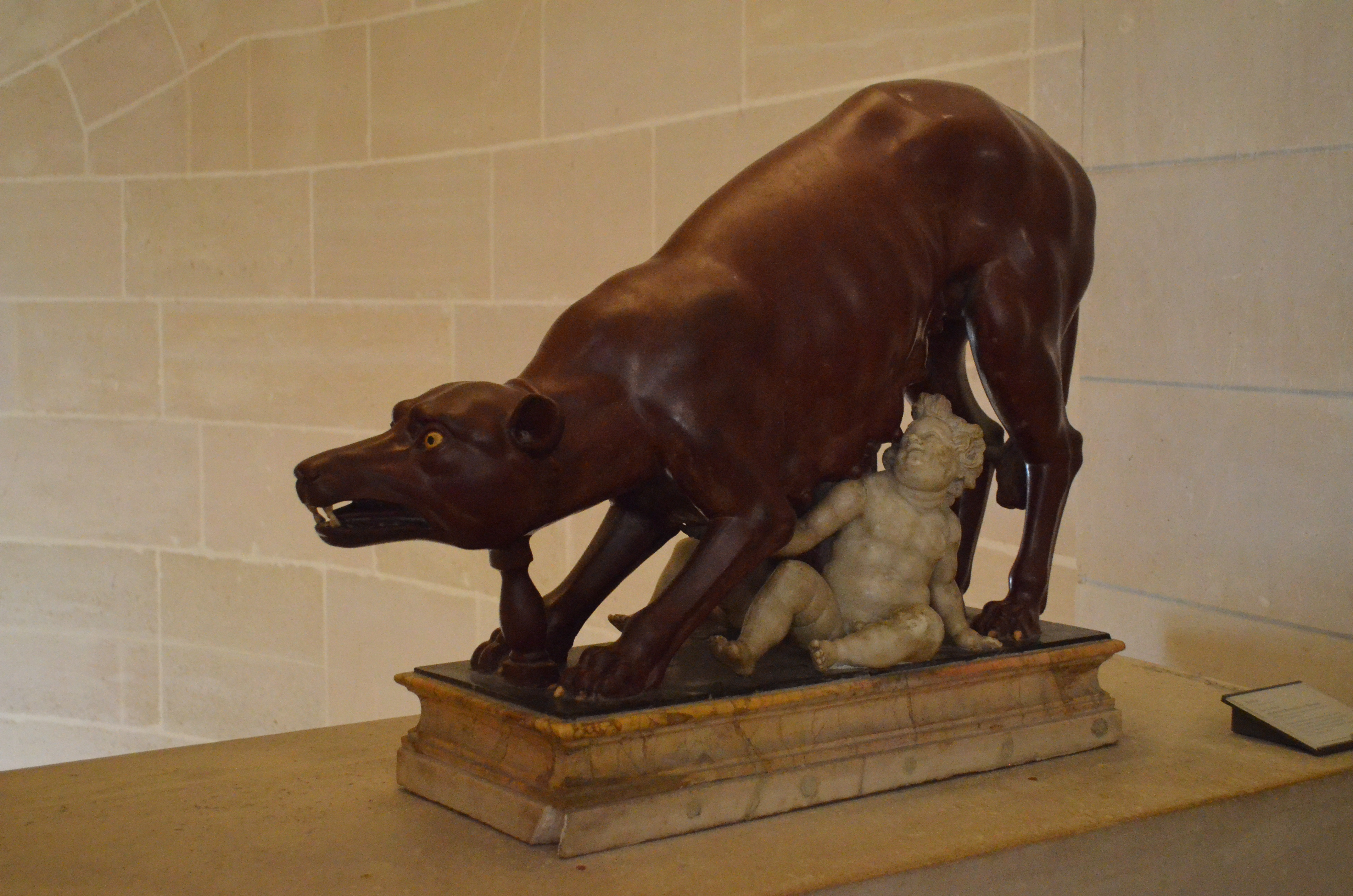
Волчица

#### Экспозиция в галерее Дарю

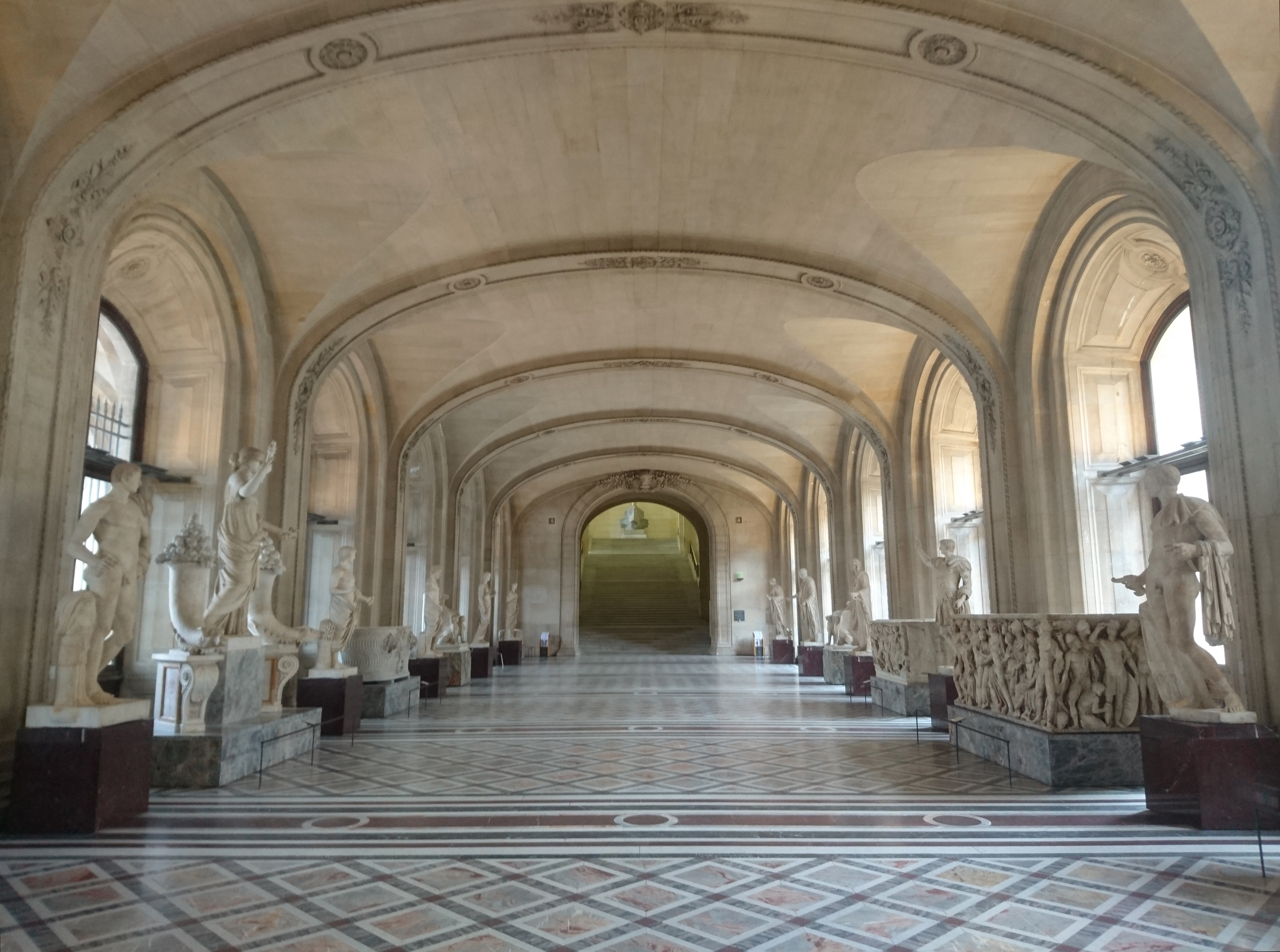
Общий вид на галерею Дарю

В галерее Дарю экспонируется римская античная скульптура, в том числе — множество экспонатов из коллекции Боргезе. Среди них два безусловных шедевра римской скульптуры: Боргезский борец (известный под названием «Гладиатора» во времена Боргезе) — работа греческого скульптора Агасия, около 100 года до нашей эры, и Ваза Боргезе — неоаттическая ваза, сделанная в афинских мастерских в I веке до нашей эры (ныне установлена в Зале кариатид). Оба произведения выделялись ещё во времена коллекции Боргезе — каждое находилось в центре отдельного зала Виллы Боргезе, имевшего соответствующее название.
В галерее Дарю также выставлены скульптуры из сада виллы Боргезе, в их числе несколько римских саркофагов, например саркофаг со сценами из жизни Ахилла. Ещё на Вилле Боргезе этот саркофаг распилили на четыре части, выставляя все части по-отдельности — снова собрали саркофаг уже во время его реставрации в Лувре. Здесь же стоит массивный римский треножник — во время его пребывания в саду Виллы Боргезе, он указывал на храм Эскулапа, и на его фоне сделано множество портретов итальянских придворных XVIII века. Другой выставленный в галерее экспонат — алтарь Селены — в парке Виллы Боргезе использовался как пьедестал для статуи Дианы, помещённой внутри небольшого круглого храма.

Коллекция Боргезе в галерее Дарю
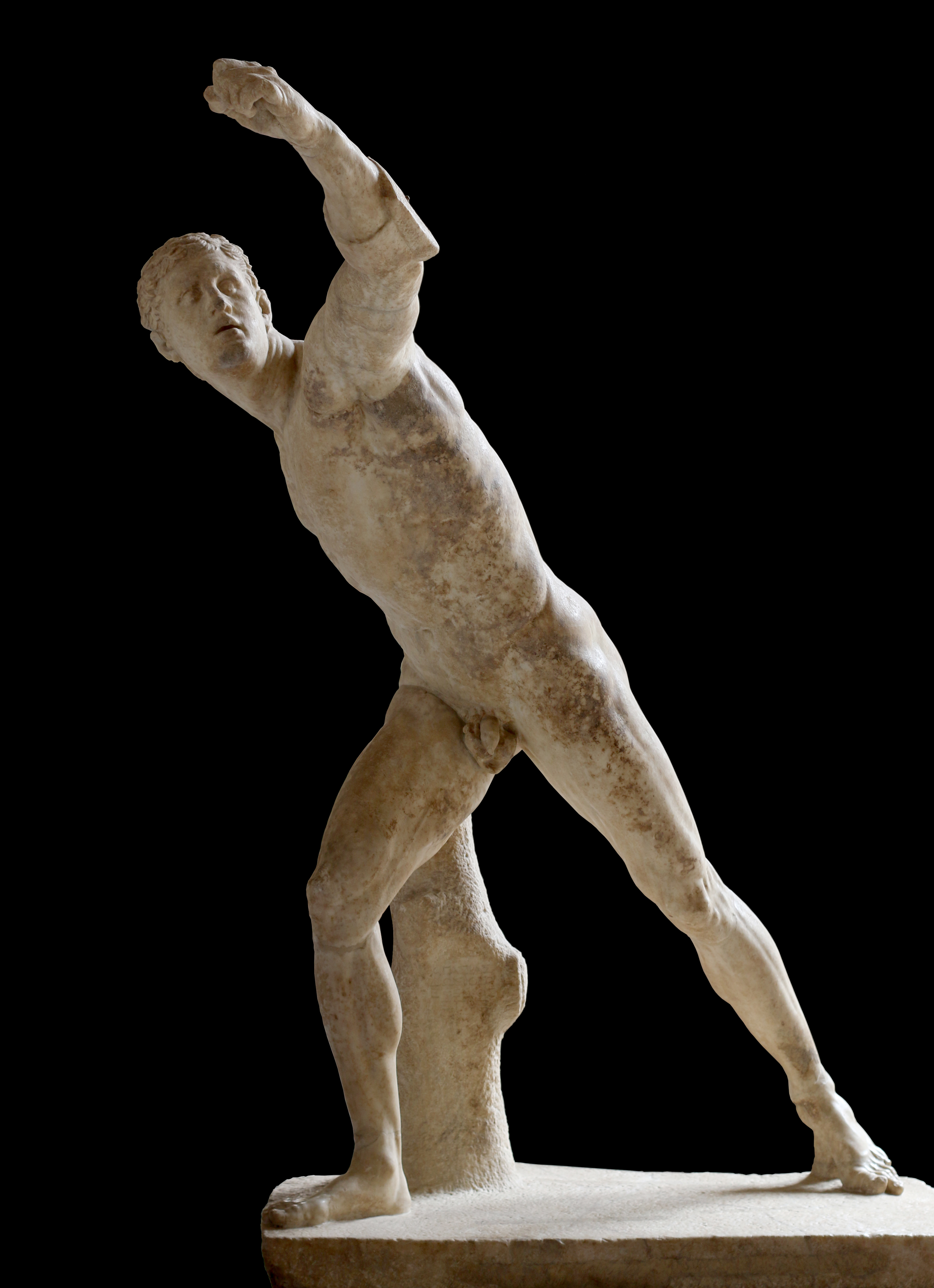
Боргезский борец
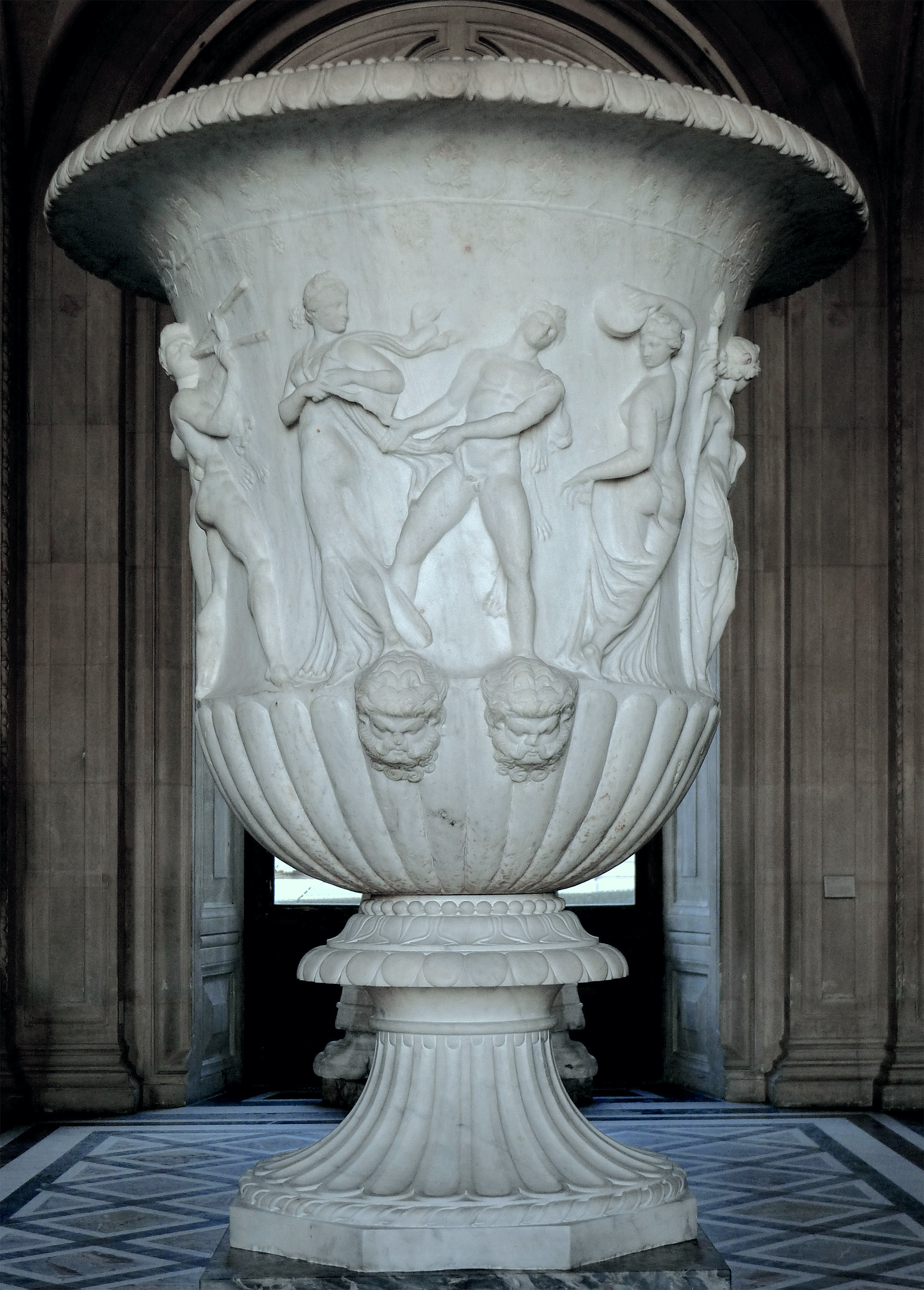
Ваза Боргезе
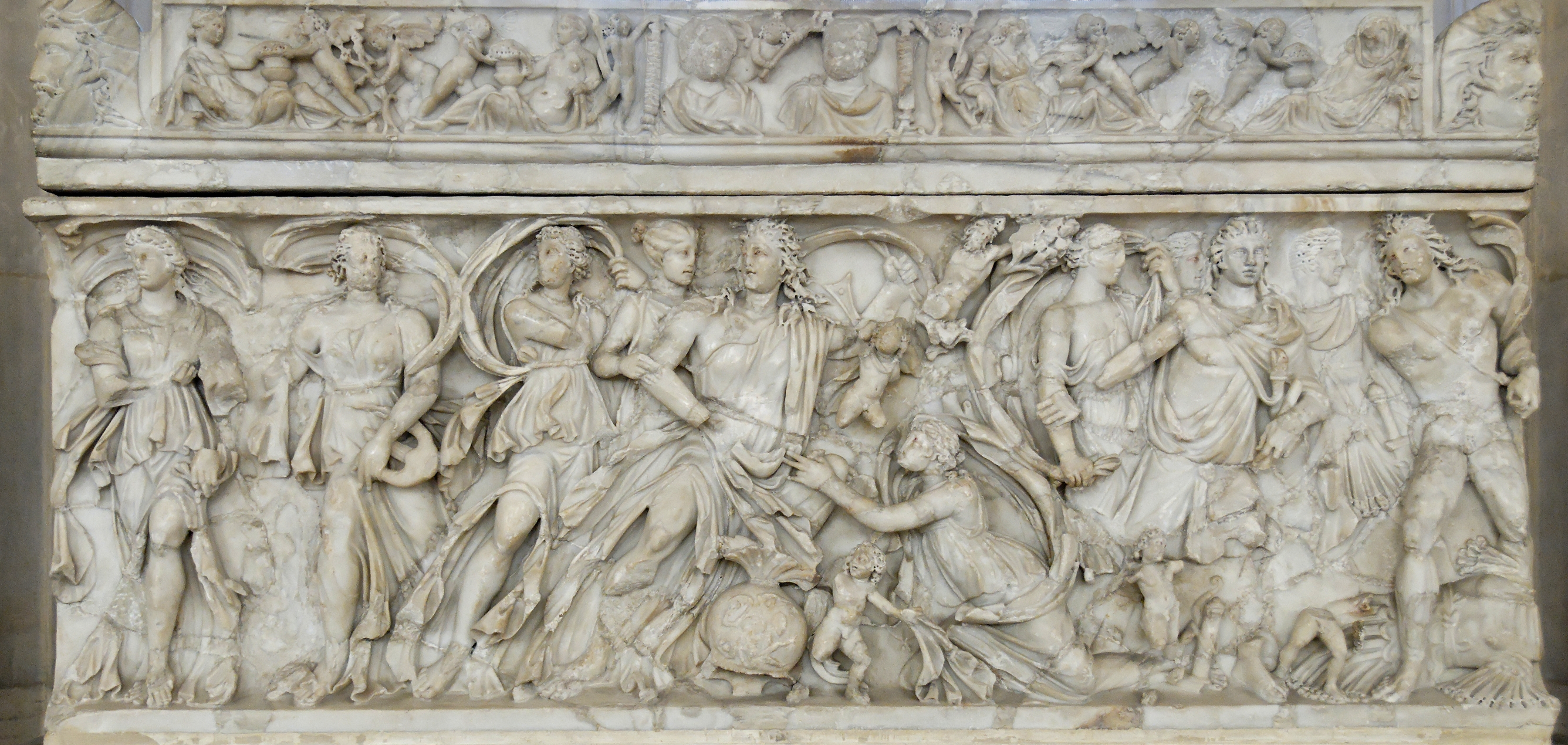
Саркофаг с изображением Ахилла у царя Ликомеда
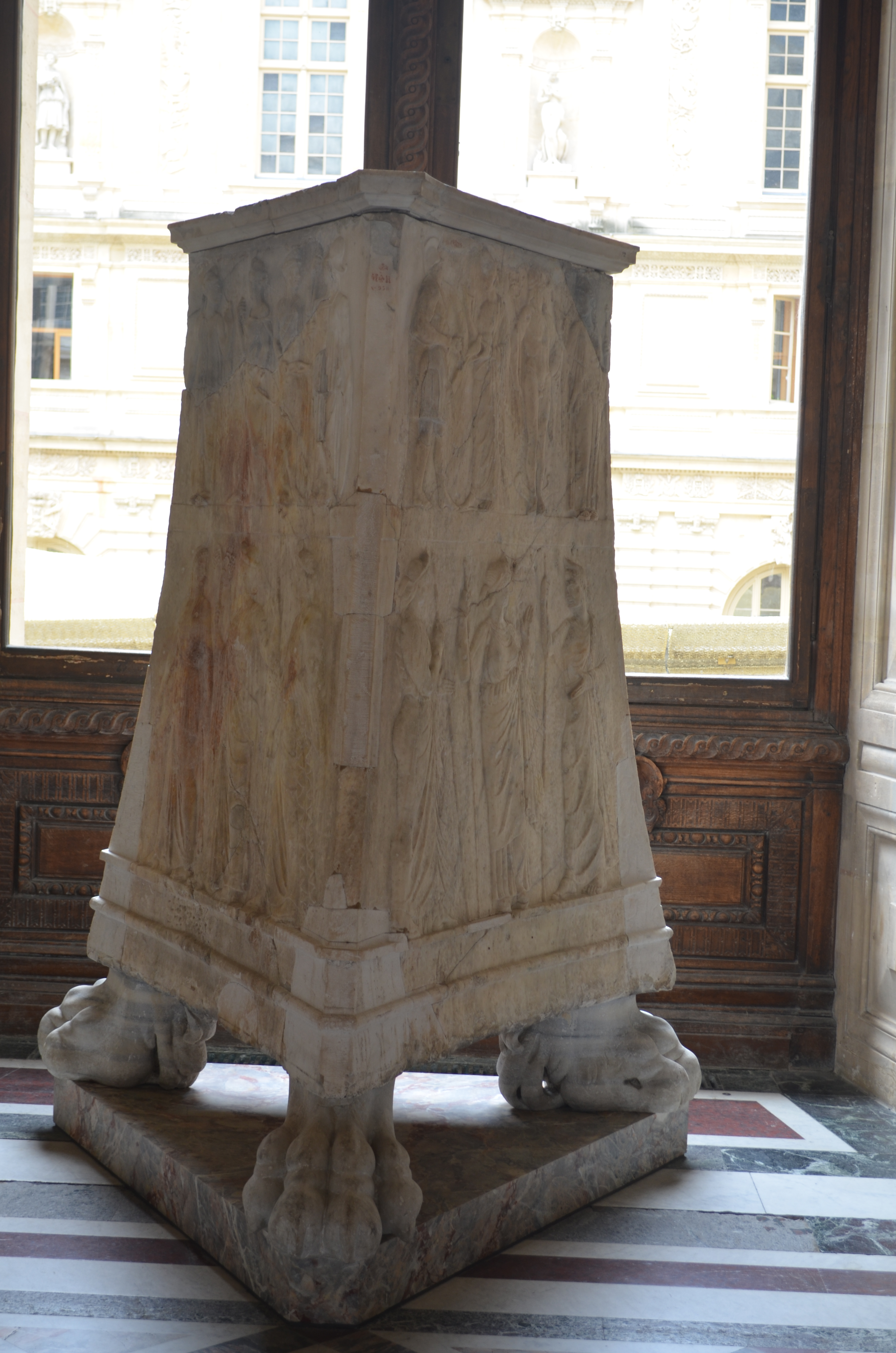
Треножник
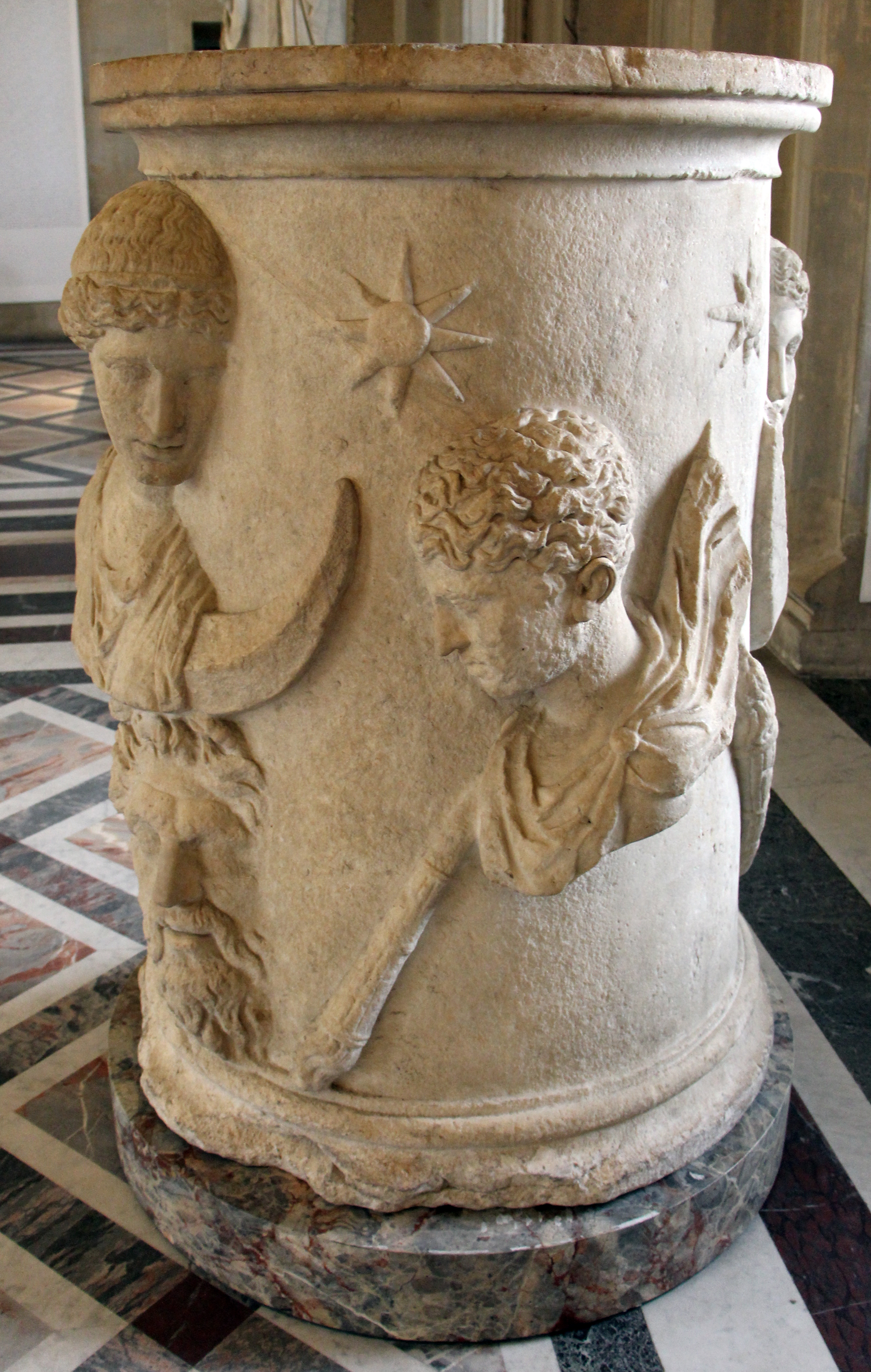
Алтарь Селены

#### Экспозиция в зале Кариатид

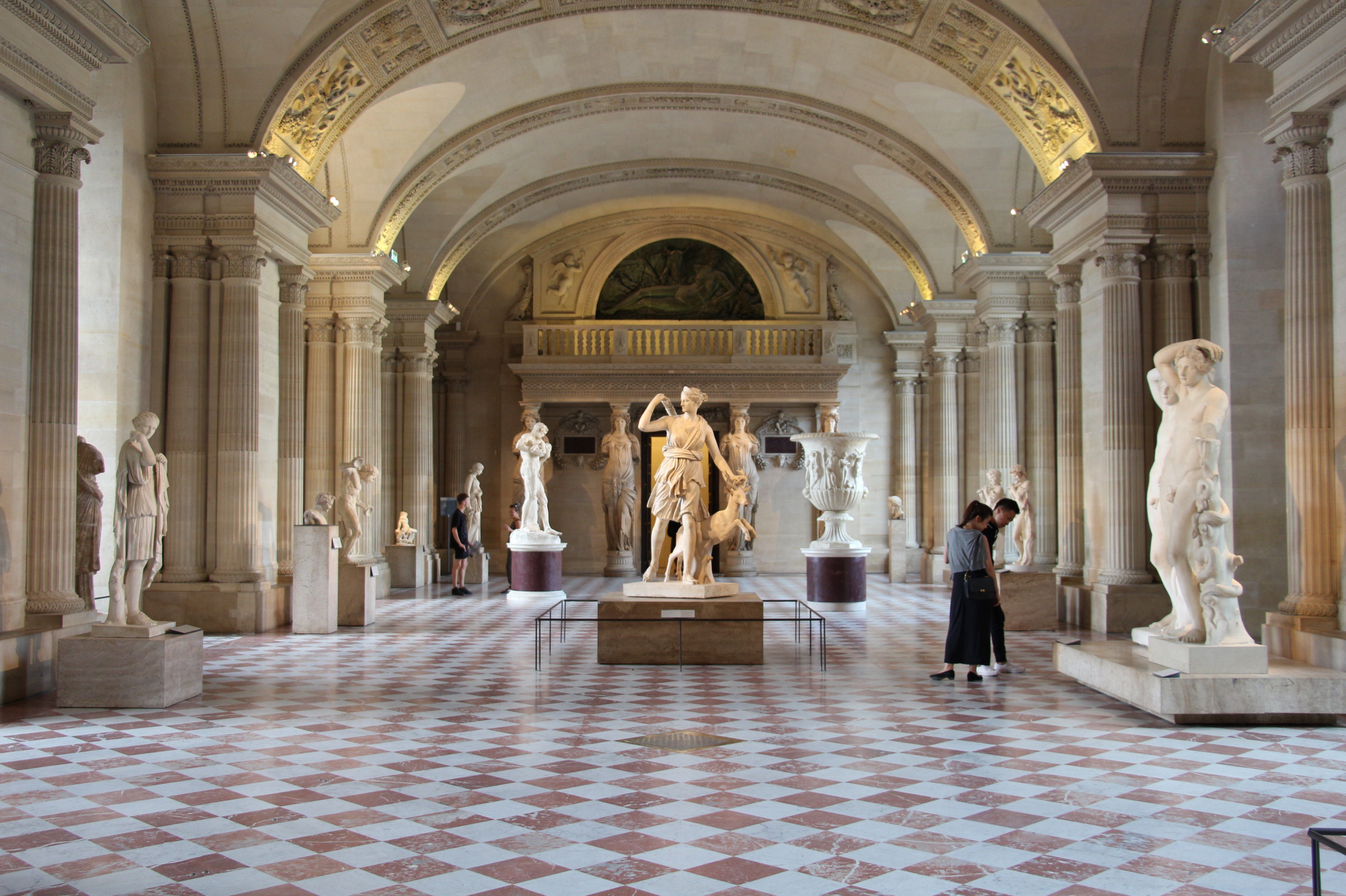
Общий вид на зал Кариатид

В 1791—1795 годах принц Маркантонио IV Боргезе поручает английскому художнику Гамильтону провести раскопки на территории одного из владений семьи, на месте античного города Габия. В ходе раскопок обнаруживают форум времён Римской империи со множеством скульптур, в основном портретов. Для сохранения и экспозиции этих статуй Антонио Аспруччи переделывает павильон часов Виллы в настоящий музей Габия. Музей очень быстро приобретает известность благодаря посвящённой ему публикации 1797 года Эннио Квирино Висконти — франко-итальянского археолога, отвечавшего за реставрацию найденных скульптур, впоследствии ставшего смотрителем античности (фр. surveillant des antiques), то есть одним из кураторов музея Наполеона. Некоторые найденные на раскопках Габия скульптуры из коллекции Боргезе выставлены в зале Кариатид Лувра.
В зале выставлены также римские копии поздних греческих скульптур: «Силен с ребёнком Дионисом на руках» (в коллекции Боргезе статуя была известна как «Фавн с ребёнком»), «Мучения Марсия», «Спящий Гермафродит» (Бернини добавил матрас к античной статуе), «Старый Кентавр с Амуром», «Три грации», «Нимфа с ракушкой», «Фавн со флейтой», «Танцующий Сатир», «Пан, вынимающий занозу из ноги сатира».

Коллекция Боргезе в зале Кариатид
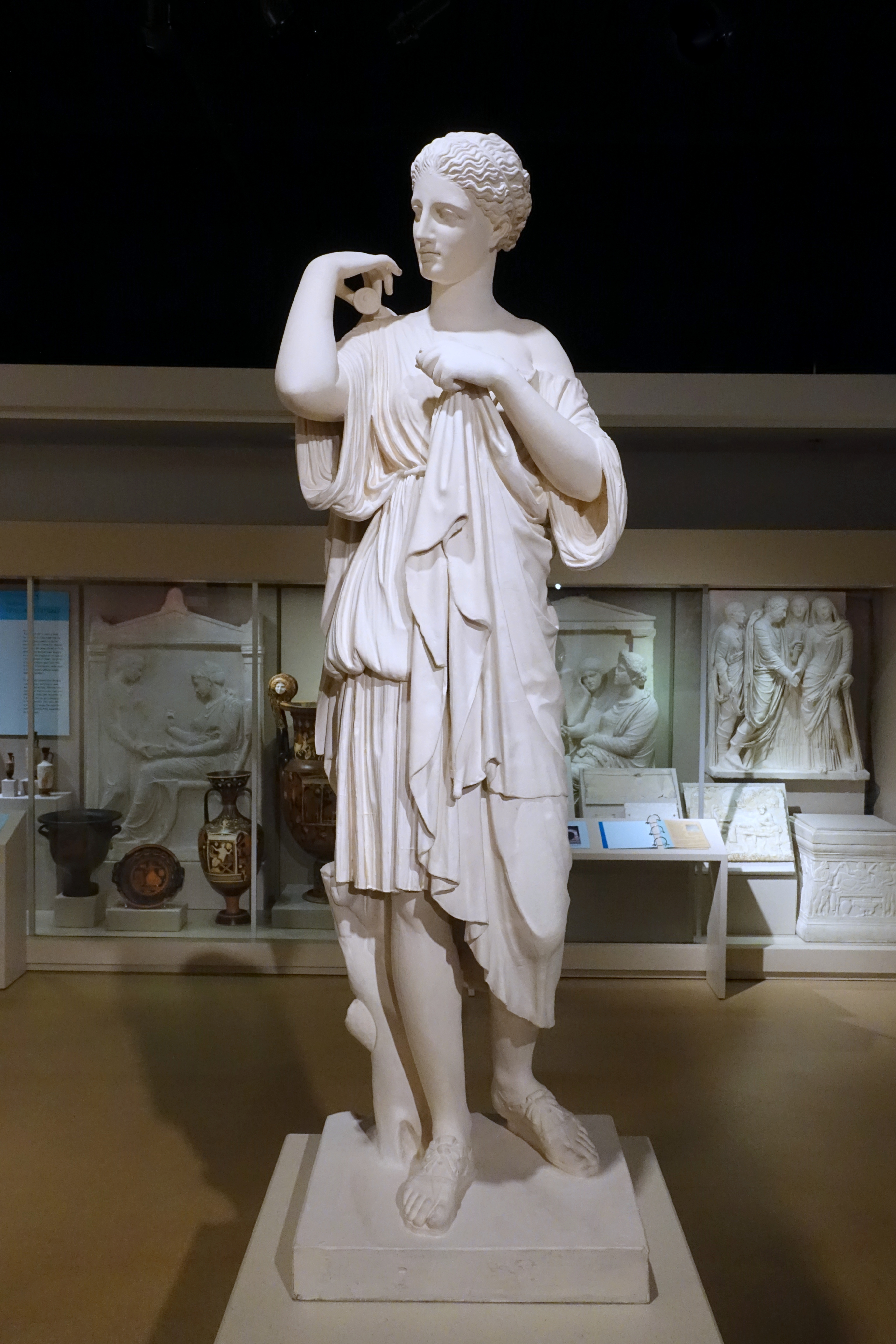
Диана Габийская
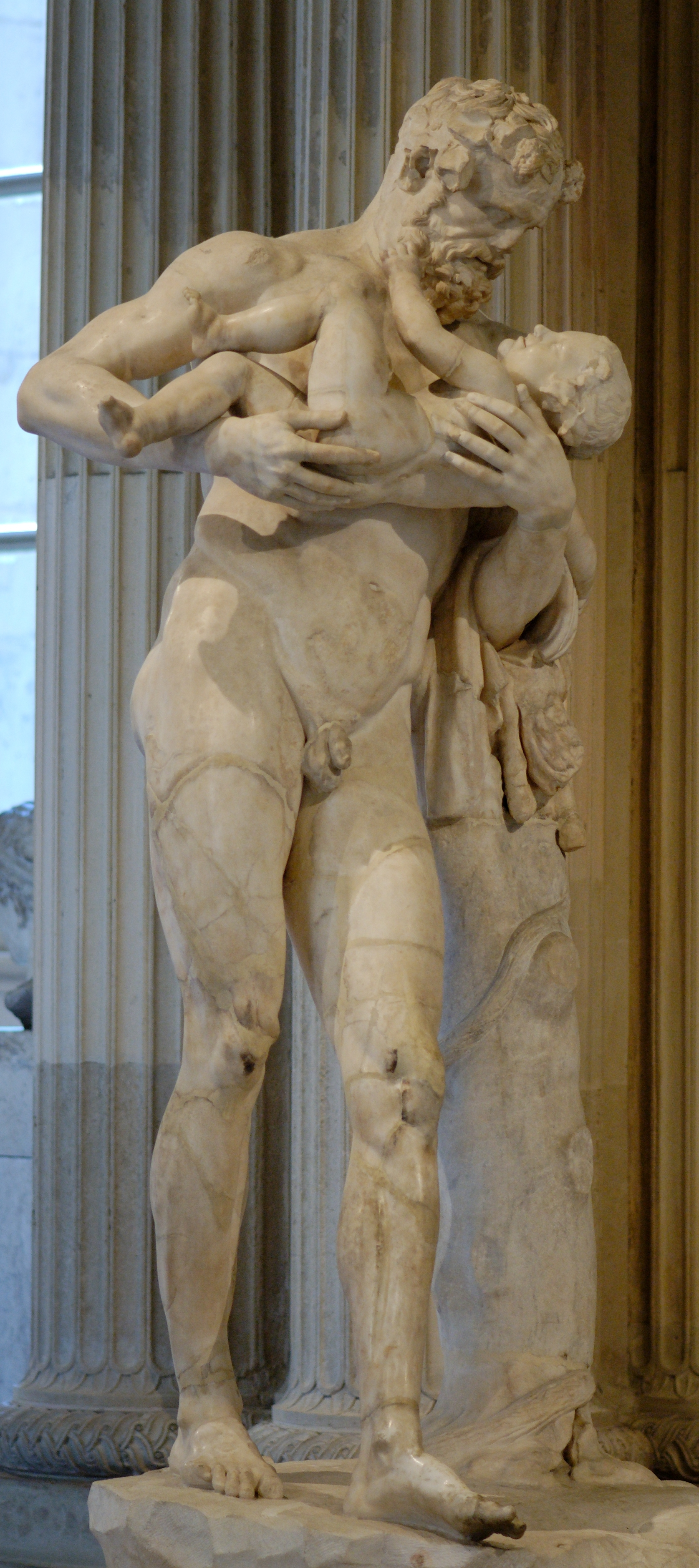
Силен и Дионис
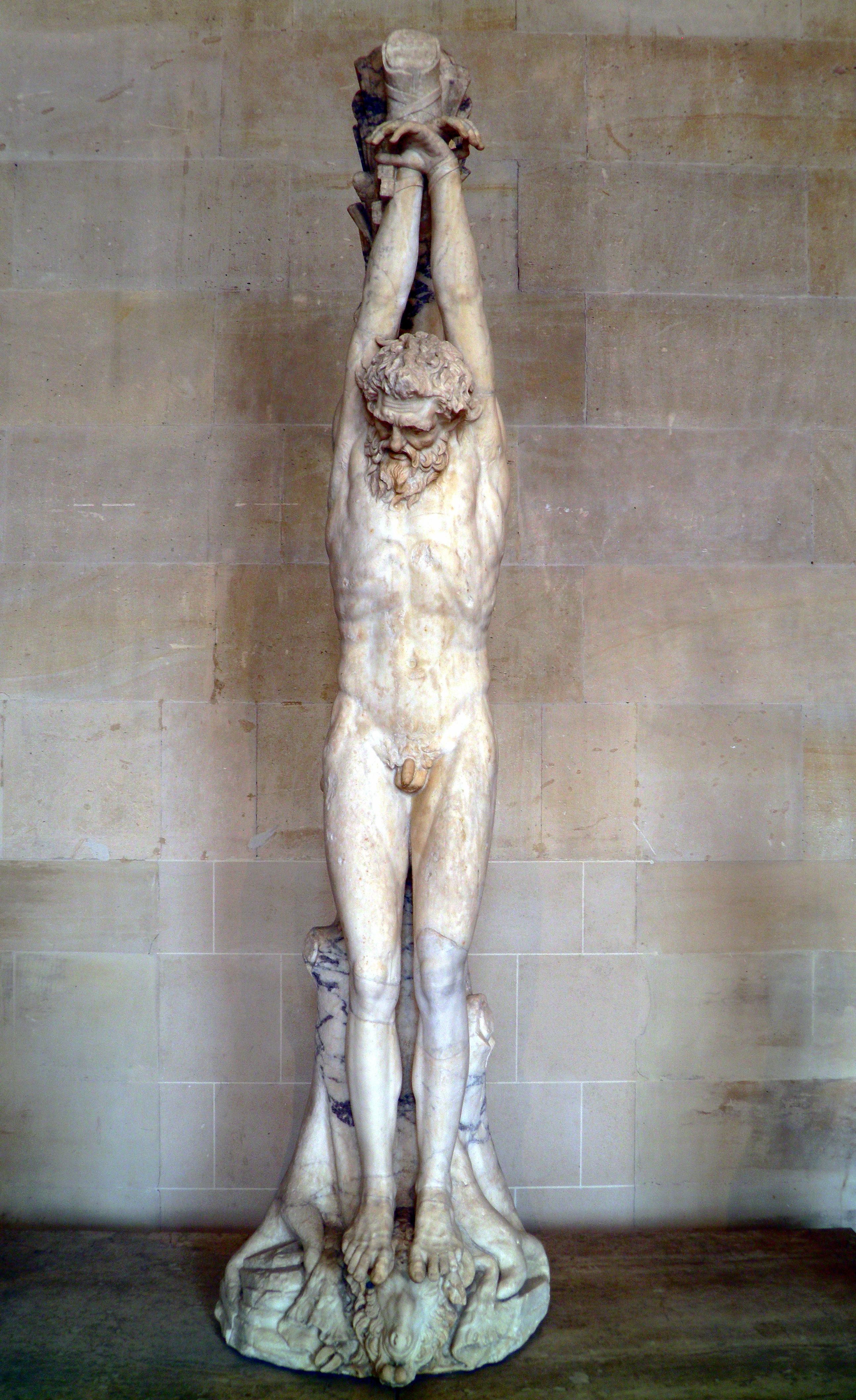
Марсий
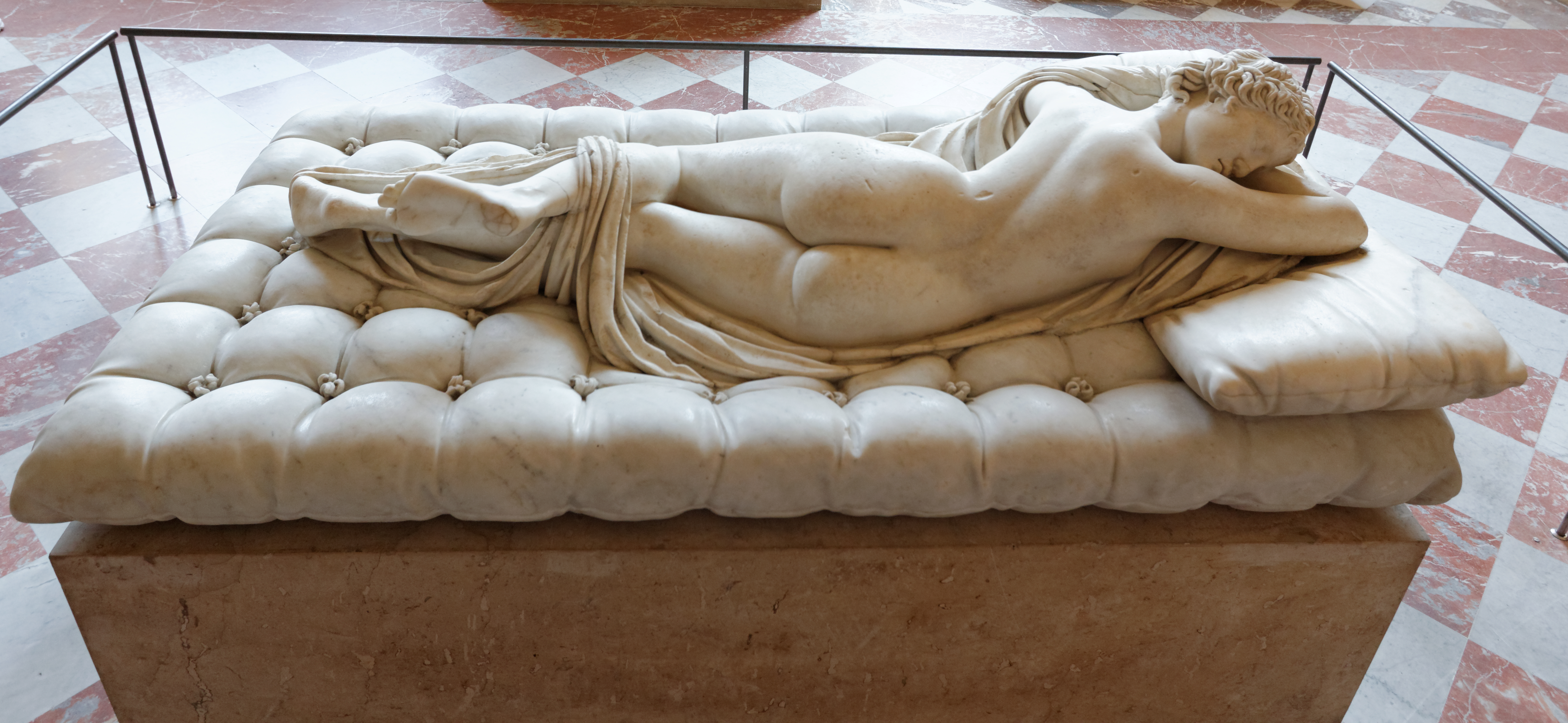
Спящий Гермафродит
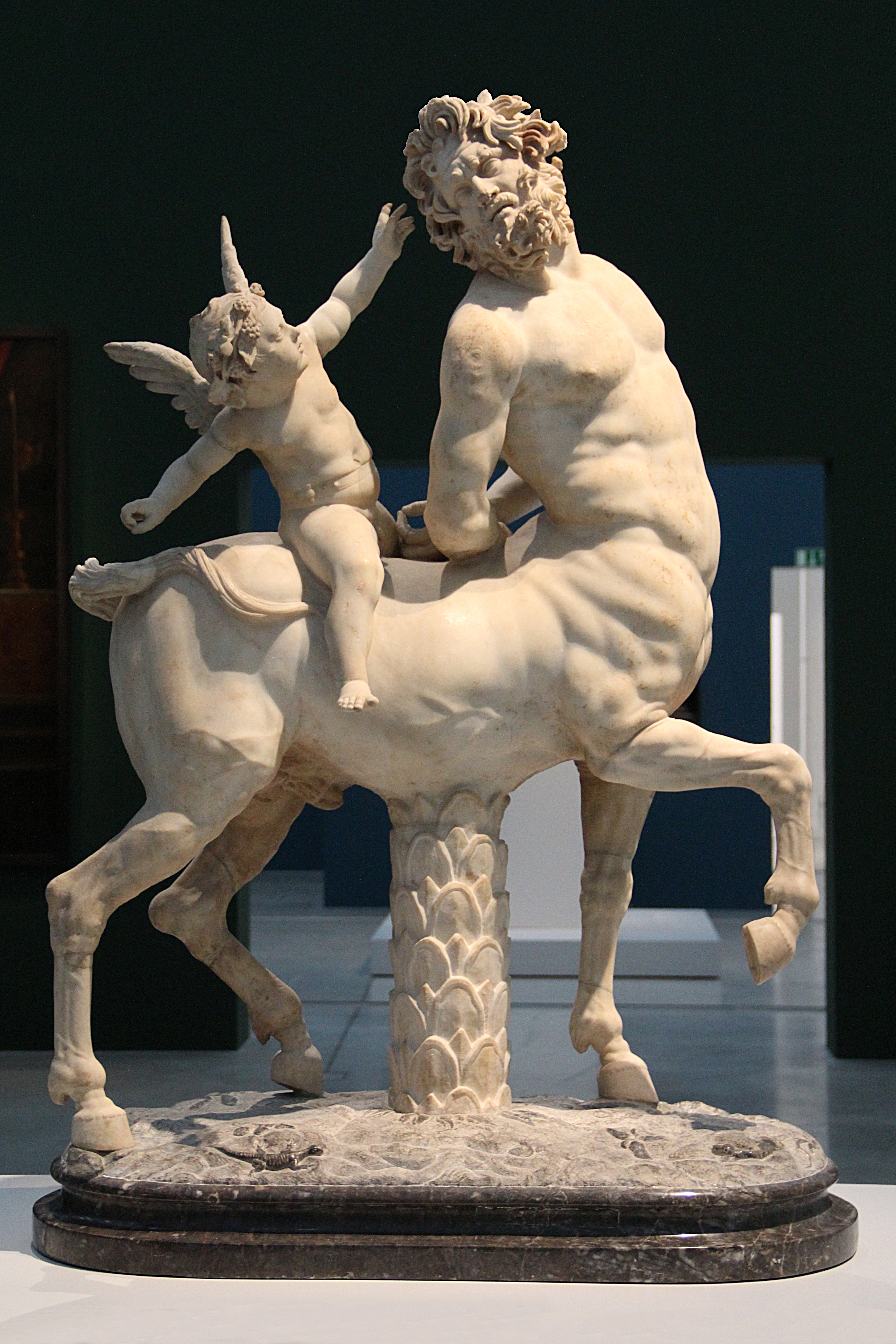
Кентавр с Амуром
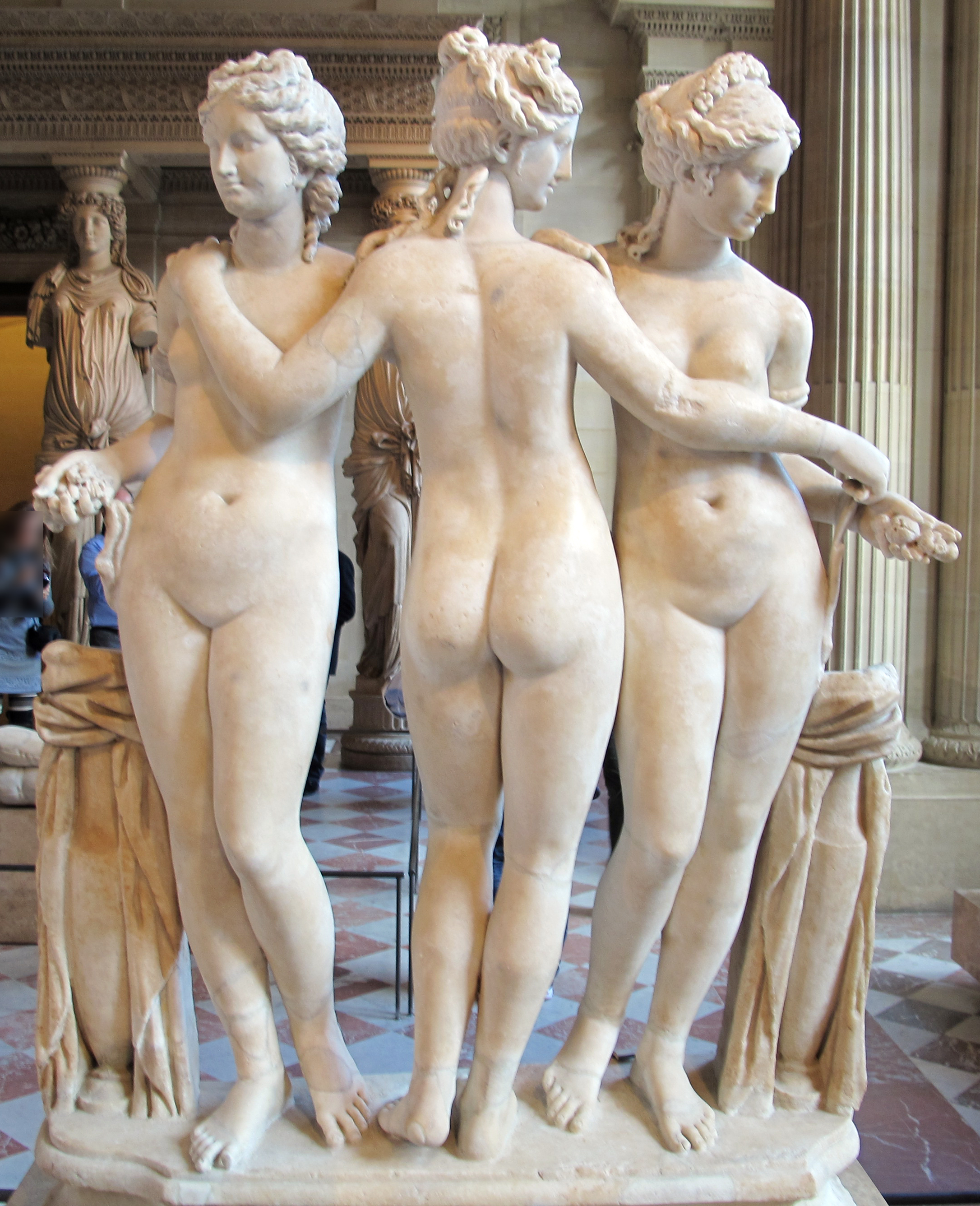
Три грации

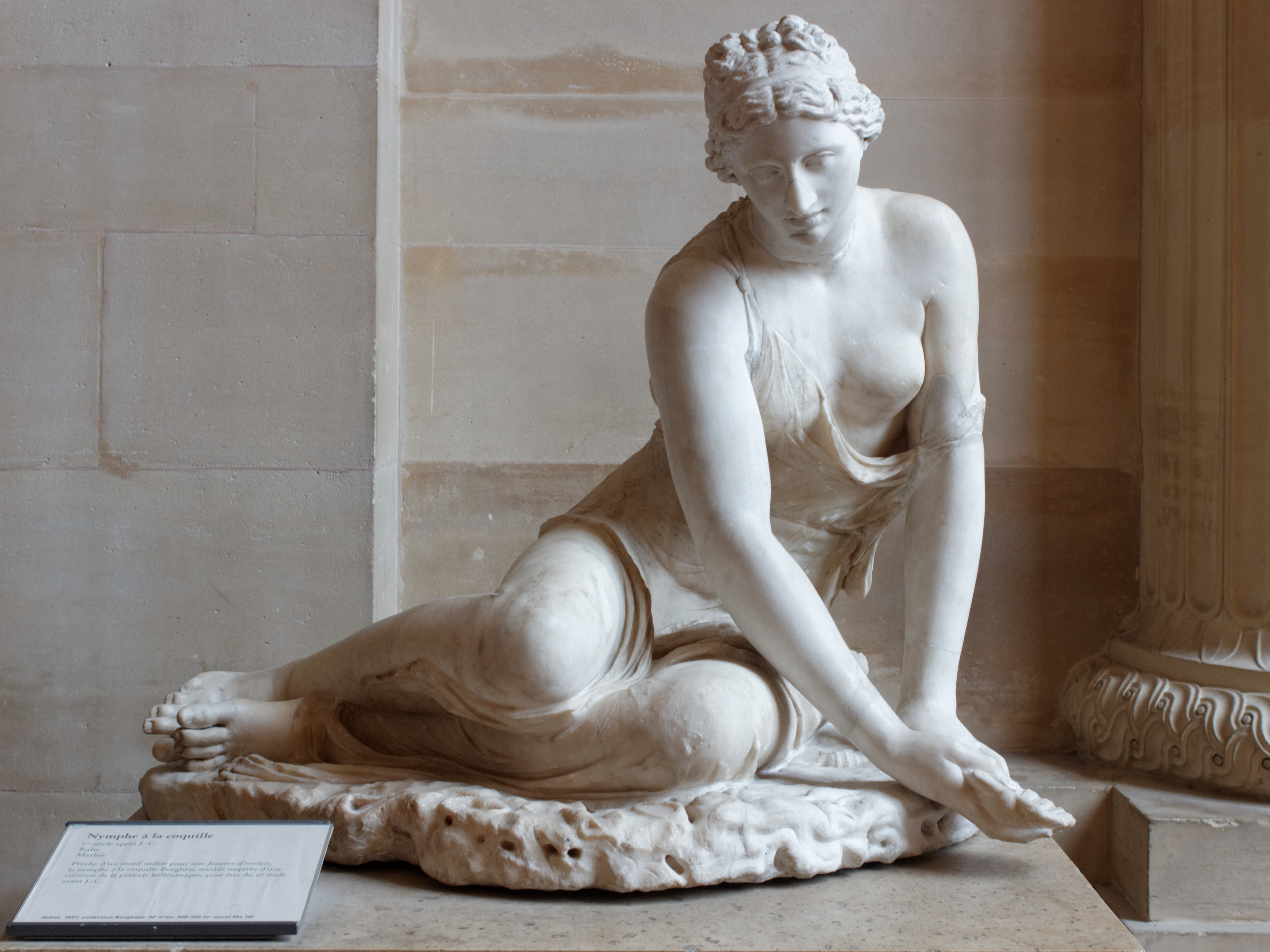
Нимфа с ракушкой
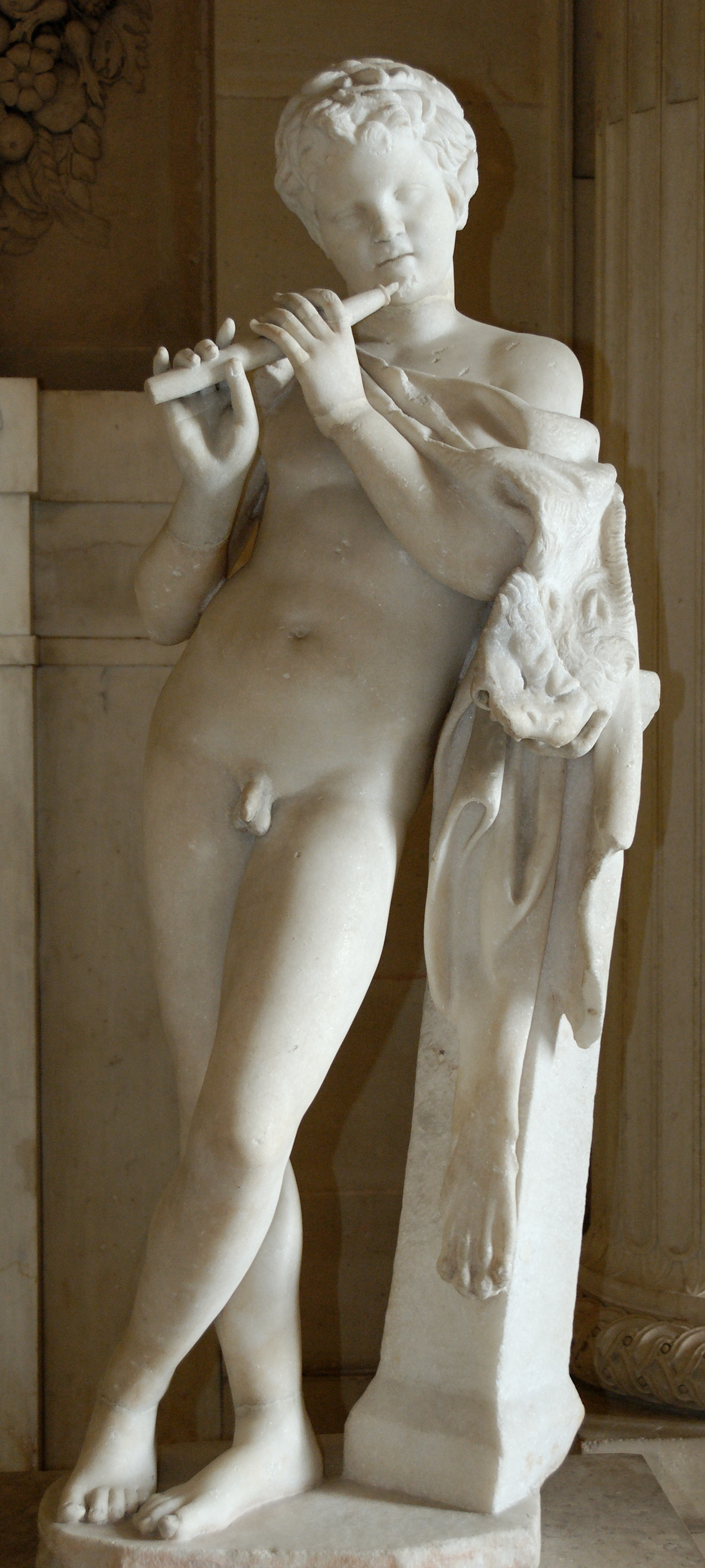
Фавн со флейтой
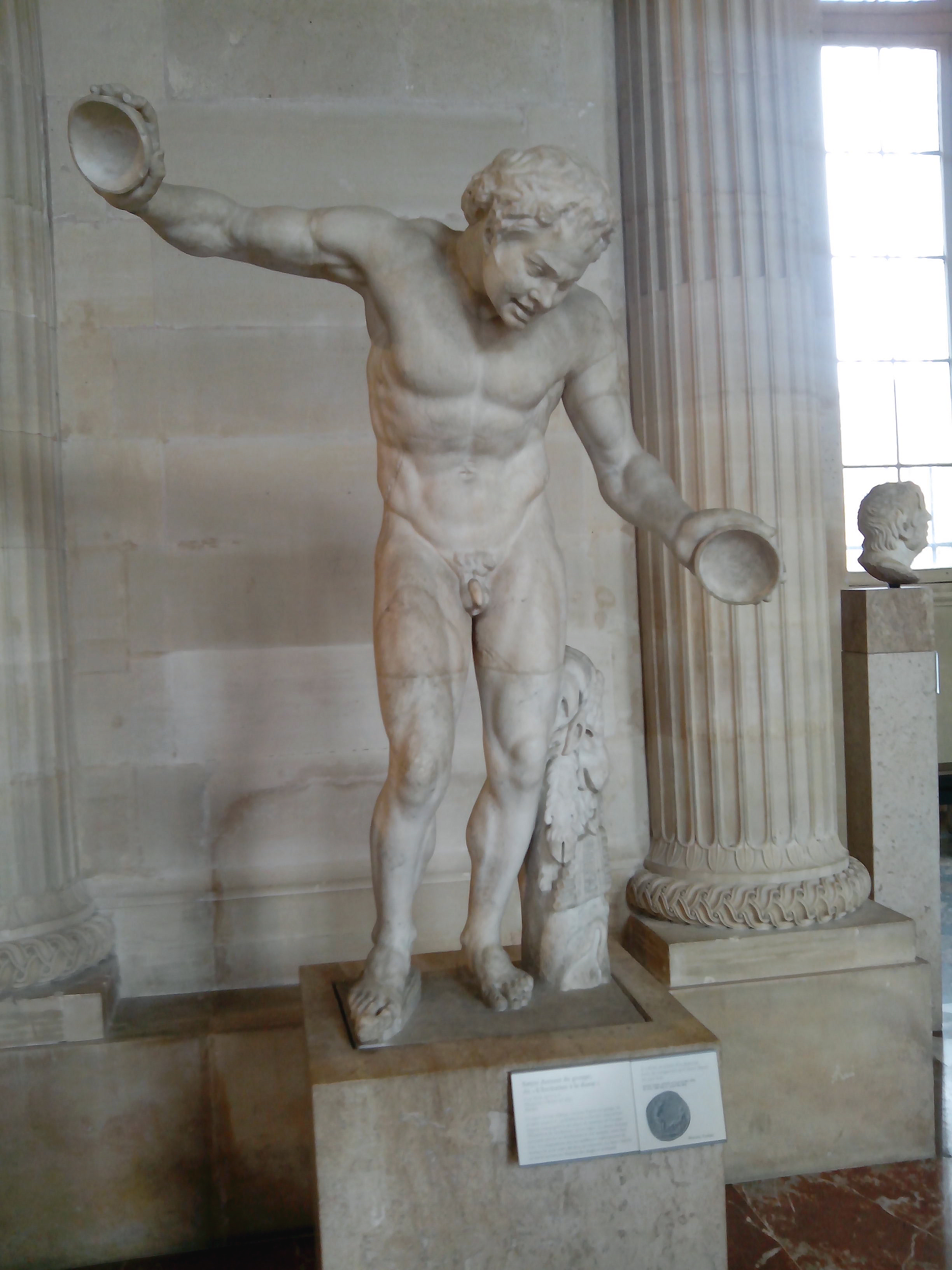
Танцующий сатир
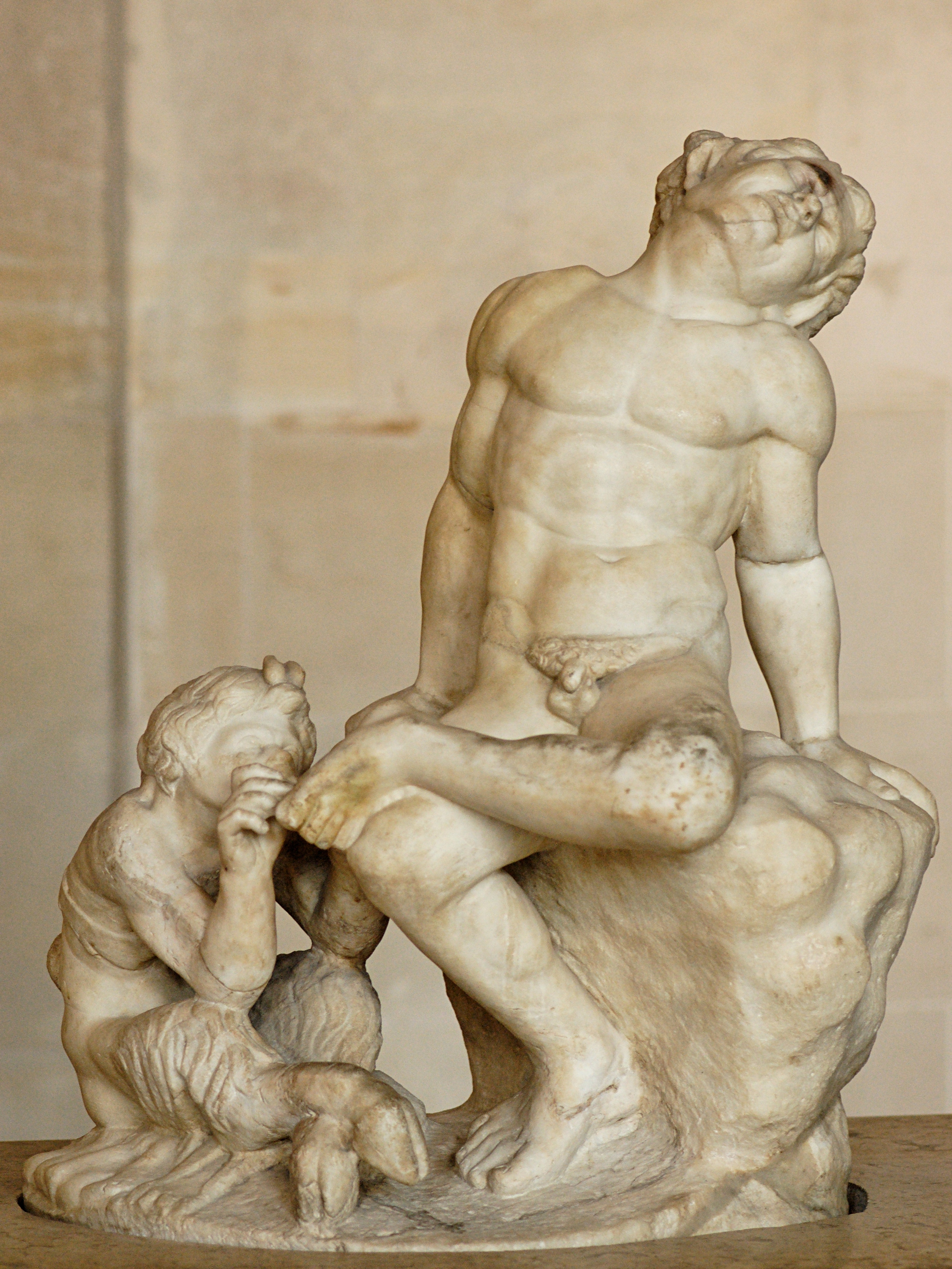
Пан, вынимающий занозу из ноги сатира